# Flora (Köln)

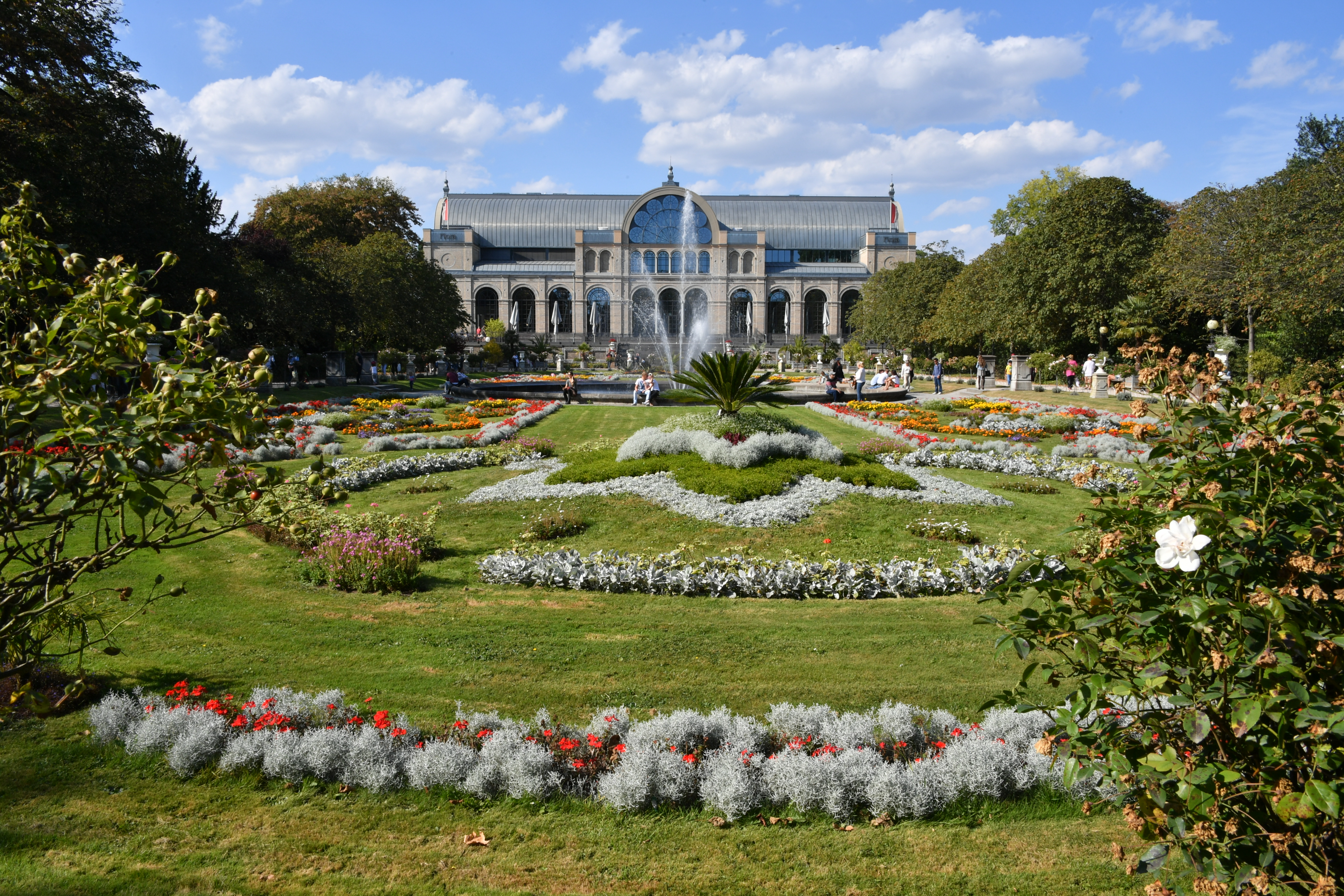
Blumenteppich am Eingang: Parterre und Festhaus in der Flora (2018)

Die Flora ist der Botanische Garten der Stadt Köln. Er zeigt im Freien und in Gewächshäusern mehr als 10.000 heimische und exotische Pflanzenarten.
Mittelpunkt der 1864 eröffneten Anlage ist das ebenfalls Flora genannte Festhaus.
Die gärtnerisch gestaltete Anlage zeigt in vielen Themengärten, wie sich Gartenkunst und das Verständnis von Landschaftsgärtnerei über 150 Jahre verändert haben. Die Flora besitzt einen großen Bestand an exotischen Gehölzen, die bereits im Gründungsjahr gepflanzt worden sind. Nach mehreren Erweiterungen hat der im Stadtteil Riehl gelegene Botanische Garten heute eine Fläche von über 11 Hektar.

## Entstehungsgeschichte

### Aktiengesellschaft Flora

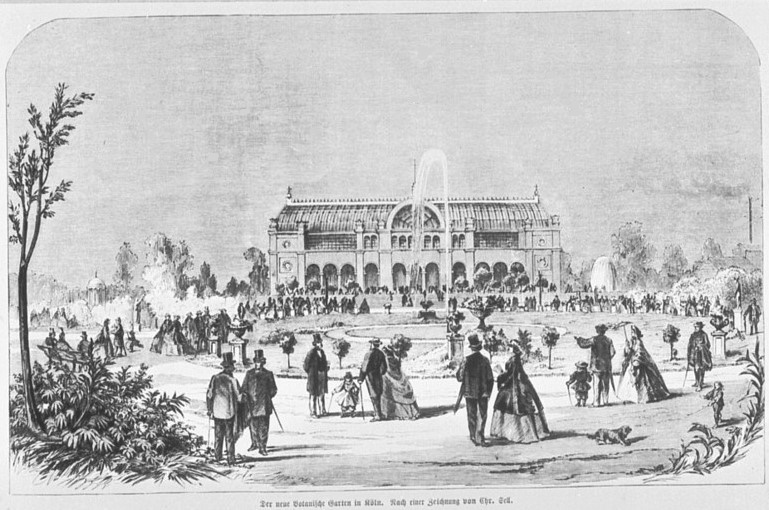
Historistisch: Flora 1864

Da der alte Kölner Botanische Garten am Dom für den Bau des Hauptbahnhofs weichen musste, wurde 1862 mit der Planung eines neuen Botanischen Gartens in Riehl begonnen. Am 5. September 1862 gründeten Kölner Bürger in Eduard von Oppenheims Kölner Wohnung ein „Comitee zum Bau eines Botanischen Zier- und Lustgartens“. Mitglieder waren Kölner Wirtschaftsführer, darunter Adolph vom Rath, Jakob von Kaufmann-Asser, August Neven DuMont und Richard Voigtel. Am 8. September 1862 fand die notarielle Beurkundung der Satzung statt, am 13. April 1863 genehmigte König Wilhelm I. diese Statuten. Die mit einem Grundkapital von 100.000 Talern ausgestattete Flora AG wurde am 6. März 1863 gegründet, die Gattin des Königs, Königin Augusta, übernahm die Schirmherrschaft.
Vor den Toren der Stadt erwarb die Flora AG für 22.130 Thaler das 22 Morgen umfassende, zur Bürgermeisterei Longerich gehörende Pilgram’sche Grundstück mit einer Grundfläche von 5,6 Hektar. Das Areal lag benachbart zum 1860 eröffneten Kölner Zoo, weil Riehl sich in dieser Zeit als Naherholungsgebiet für die Kölner Stadtbevölkerung etablierte, für das sich die Bezeichnung „De jolde Spetz“ (Die goldene Spitze) einbürgerte.

#### Gartenanlage des Historismus
Für den Gesamtentwurf der Flora war der aus Bonn stammende, damals 73-jährige preußische Königliche Generalgartendirektor Peter Joseph Lenné gewonnen worden. Er schuf 1862 einen Plan, in dem er den sogenannten „gemischten deutschen Stil“ der Gartenkunst zu einem einheitlichen Bild im Geiste des damals hochmodernen Historismus weiterentwickelte. Lenné verband typische Gartenkunst europäischer Länder zu einem historistischen Gesamtkunstwerk: das Parterre zwischen dem Haupteingang und dem Palmenhaus ist vom französischen Barockgarten inspiriert, die fünfstufige Wasser-Kaskade mit den parallelen Laubengängen folgt dem Beispiel des italienischen Renaissance-Gartens. Die weitere Anlage ist im Stil eines englischen Landschaftsparks modelliert. Die Außenanlagen Lennés führte dessen Schüler Julius Niepraschk aus, der auch bis zu seinem Tod 1890 im Vorstand der Flora AG als Gartendirektor tätig war.

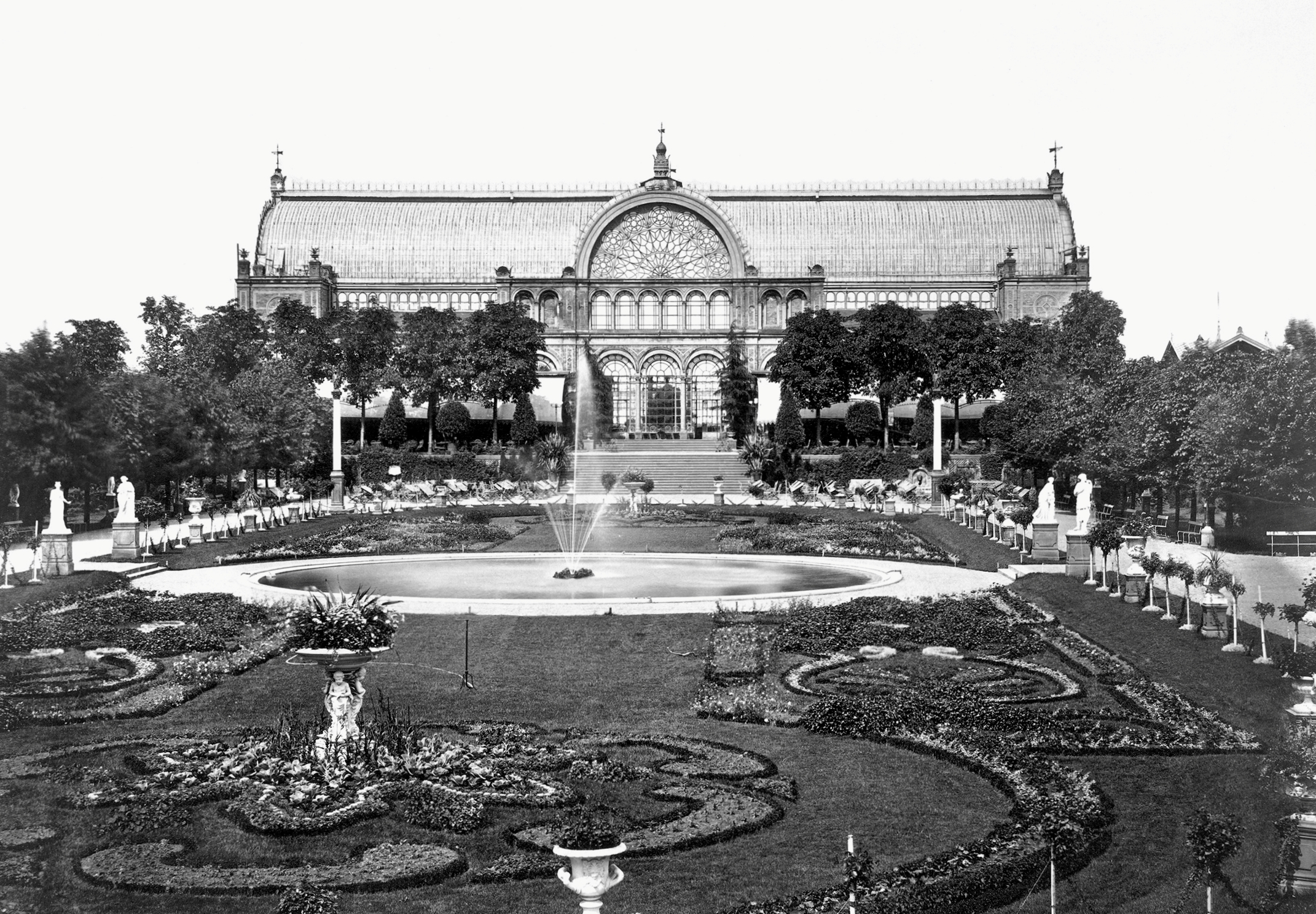
Französisch: Parterre um 1880
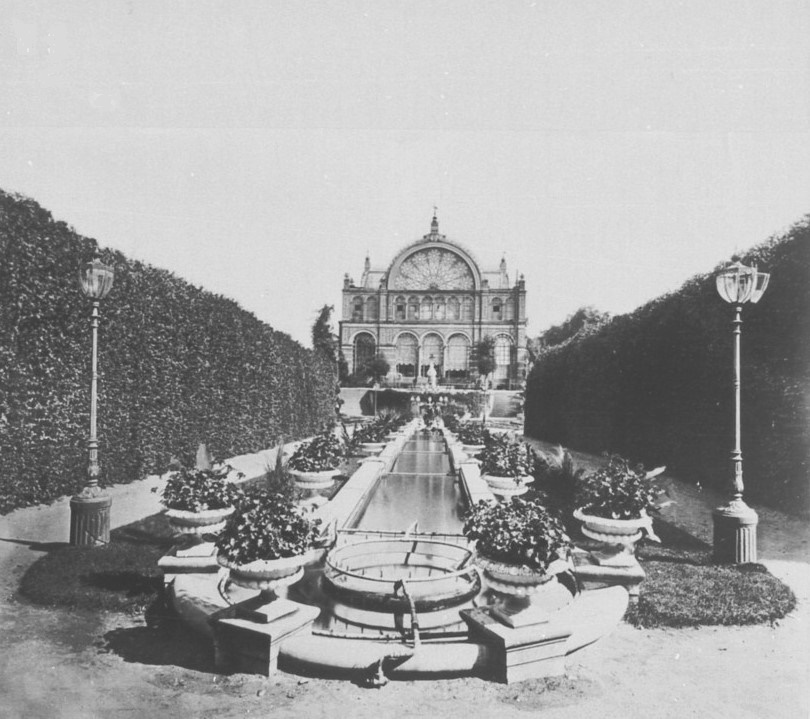
Altitalienisch: Kaskade um 1880
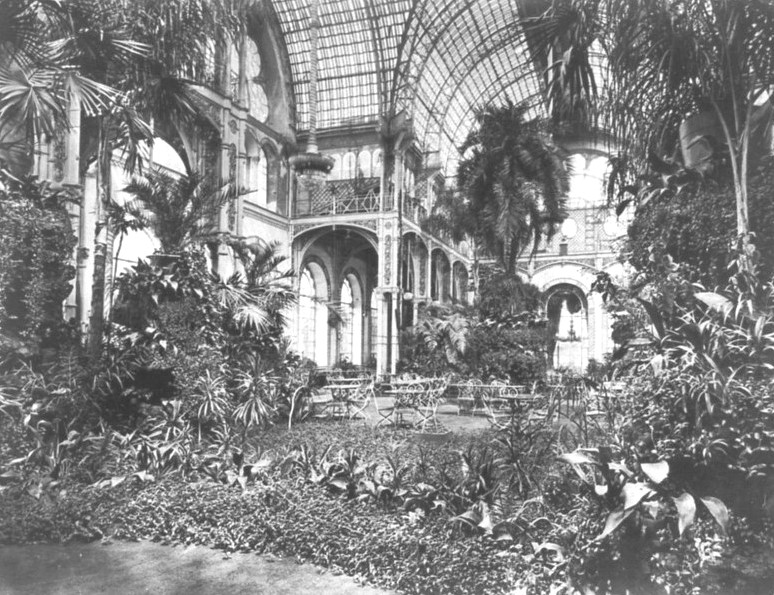
Tropisch: Flora Glaspalast um 1880

#### Palastartiger Wintergarten
Mittelpunkt der neuen Anlage wurde der sogenannte Glaspalast, ein von dem Architekten Max Nohl geschaffener palastartiger Wintergarten aus Eisen und Glas, der sich an den Beispielen des Pariser Jardin d’hiver oder des Londoner Crystal Palace orientierte.
Das Bauwerk verbindet Elemente der Neorenaissance mit denen des Romanischen Rundbogenstils und nimmt einige Anklänge an die damals populäre Maurische Architektur. Der aus Eisen und Glas bestehende Bau besaß eine Länge von 57 Metern, war 22,50 Meter breit und 18 Meter hoch. Das ebenfalls Flora genannte Gebäude diente als Palmenhaus, wurde dabei gleichzeitig aber auch für festliche Bälle genutzt.

#### Ausstellungsgelände
Am 14. August 1864 wurde die Flora mit einem Konzert und Feuerwerk eröffnet. Eine Woche zuvor war sie mit einer neuen Omnibuslinie an den öffentlichen Nahverkehr angebunden worden. Um das Gelände attraktiv zu halten, wurden weitere Gebäude errichtet: 1865 wurde anlässlich der Internationalen Landwirtschafts-Ausstellung eine Orangerie mit einer Länge von 53 Metern erbaut, die damit fast genauso lang war wie das Festhaus. Das 1869 eröffnete Aquarium befand sich in einer künstlichen aus Lavastein errichteten Grotte. Es galt als Sensation und war nach den Aquarien im Londoner Zoo und im Kristallpalast und zeitgleich mit dem in Berlin eröffneten eines der ersten in Europa. Das Festhaus und die Orangerie wurden um 1871 durch einen Gebäudegang miteinander verbunden, in denen eine Kaisersaal genannte Aula und eine künstliche Tropfsteinhöhle eingebunden waren.
1875 entstand ein maurischer Kiosk, 1888 im Stil des Rokoko der Kaiserpavillon. 1898 wurde an das Festhaus ein im neobarocken Stil gehaltener Konzertsaal angebaut. Er erweiterte die Räumlichkeiten der Flora deutlich und machte sie mit 2457 Personen Fassungsvermögen zum größten Saal Kölns.

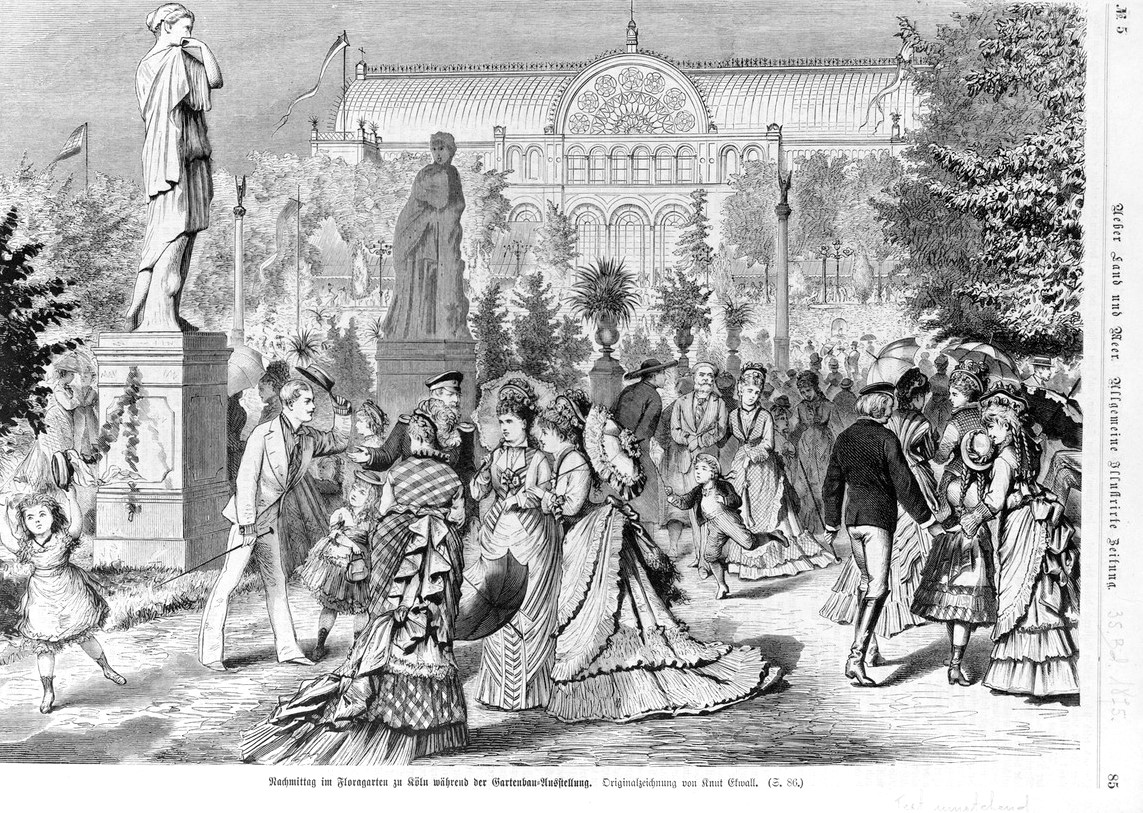
Gartenbauausstellung: Flora 1875
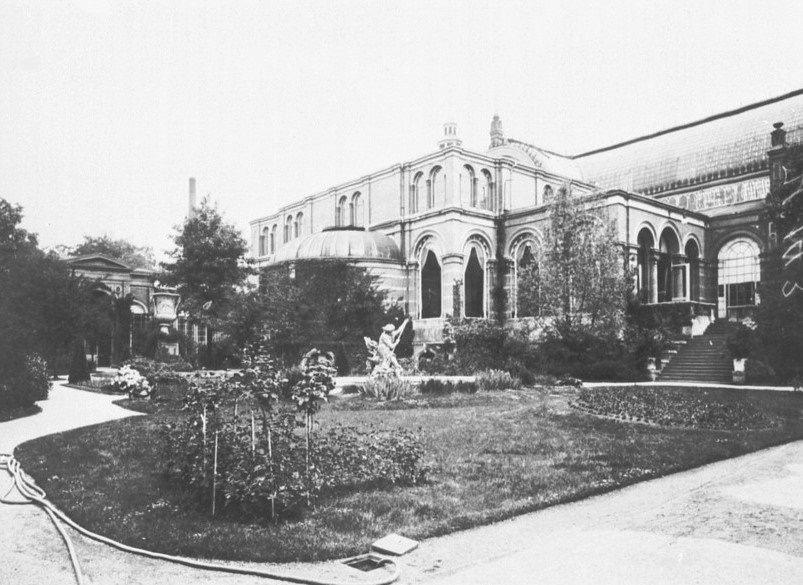
Neobarock: Konzertsaal 1897

Im 19. Jahrhundert wurde die Flora auch als Ausstellungsgelände genutzt; 1875 und 1888 fanden Gartenbau-Ausstellungen statt, 1889 eine Industrie-Ausstellung. Für die „Deutsche Kunstausstellung“ am 5. Mai 1906 wurden im Parkgelände mehrere von namhaften Architekten wie Peter Behrens entworfene Ausstellungsgebäude zur Verdeutlichung verschiedener Strömungen des Jugendstils als temporäre Gebäude errichtet und 1907 wieder abgetragen. Einzig der „Frauenrosenhof“ von Joseph Maria Olbrich wurde als Sandsteinbau massiv gemauert.

#### Übernahme durch die Stadt
1890 schrieb die Flora AG erstmals rote Zahlen und konnte sich in den folgenden Jahren aus den Defiziten nicht mehr lösen. Dazu trug bei, dass die Handelsgärtnerei wegen erstarkter Konkurrenz eingestellt werden musste. Gleichzeitig hatte die Anlage selbst den Reiz des Neuen verloren und entsprach nicht mehr dem Zeitgeschmack. Das Unternehmen versuchte, zusätzliche Konzertveranstaltungen und Festlichkeiten anzubieten und hoffte, 1898 mit dem Bau des Konzertsaales ein neues Geschäftsfeld zu erschließen. Das Aquarium musste 1907 aus finanziellen Gründen aufgegeben werden. Dennoch war die Schuldenlast 1907 so drückend geworden, dass die Stadt Köln Aktien der Gesellschaft im Wert von 500.000 Mark erwerben und die Gesellschaft jährlich bezuschussen musste. 1919 übernahm die Stadt Köln gegen die Pachtzahlung von 10.000 Mark jährlich die formal weiter bestehende Flora AG vollständig bis zum 31. Dezember 1949. Die Stadt erhielt damit ein Unternehmen, das sich in einem heruntergewirtschafteten Zustand befand und zusätzlich von den englischen Besatzungstruppen beschlagnahmt worden war. Offiziell heißt die Anlage seit 1919 daher „Botanischer Garten der Stadt Köln“.

### Der Botanische Garten
Zwischen 1912 und 1914 ließ die Stadt Köln nördlich unmittelbar angrenzend an die Flora, aber zunächst durch eine Mauer getrennt, einen neuen Botanischen Garten auf einer Fläche von 4,7 Hektar anlegen. Dieser sollte den 1887 von Otto Wilhelm Thomé gegründeten Botanischen Garten am Vorgebirgstor ersetzen, der wegen des Ausbaus des Güterbahnhofs deutlich verkleinert werden musste. Der Botanische Garten am Vorgebirgstor lieferte 1912 mit einer Fläche von 1,5 ha rund 1.400.000 Pflanzen für den Schulunterricht an Kölner Schulen. Der am 30. Mai 1914 eröffnete „Botanische Garten“ wurde zum 1. Januar 1920 mit der Flora vereint. Die Stadt hatte die gesamte Anlage auf 30 Jahre unter der Voraussetzung gepachtet, dass die Verwaltung der Flora auf die Direktion des Botanischen Gartens übergehe.
Der neue Botanische Garten wurde der Städtischen Handels-Hochschule Cöln und nach deren Neugründung 1919 der Kölner Universität angegliedert und sollte vor allem der wissenschaftlichen Arbeit dienen. Für die Neuanlage in Riehl sprach auch die unmittelbare Nähe zur Flora, deren Nutzung für Lehrzwecke frühzeitig angestrebt wurde. Durch die Fusion der Flora mit dem Botanischen Garten erlosch offiziell auch ihr Name. Erster Direktor der Anlage wurde Peter Hans Heinrich Esser.
Obwohl der neugeschaffene Botanische Garten eine wissenschaftliche Zweckbestimmung hatte, gestaltete Peter Esser die Flächen auch nach ästhetischen Gesichtspunkten und ließ sich dabei von der angestrebten Verbindung mit der Flora leiten. Der Haupteingang des Gartens in der Verlängerung der Bodinusstraße führt zu rechtwinkligen Beeten, die sich nach Süden in einer lang gestreckten Achse zur Flora hin öffnen. Optischer Orientierungspunkt im Norden ist die genau in der Flucht der Gartenanlage, hinter einem Teich aufragende Felsengruppe des Alpinums, über die sich ein künstlicher Wasserfall ergießt.

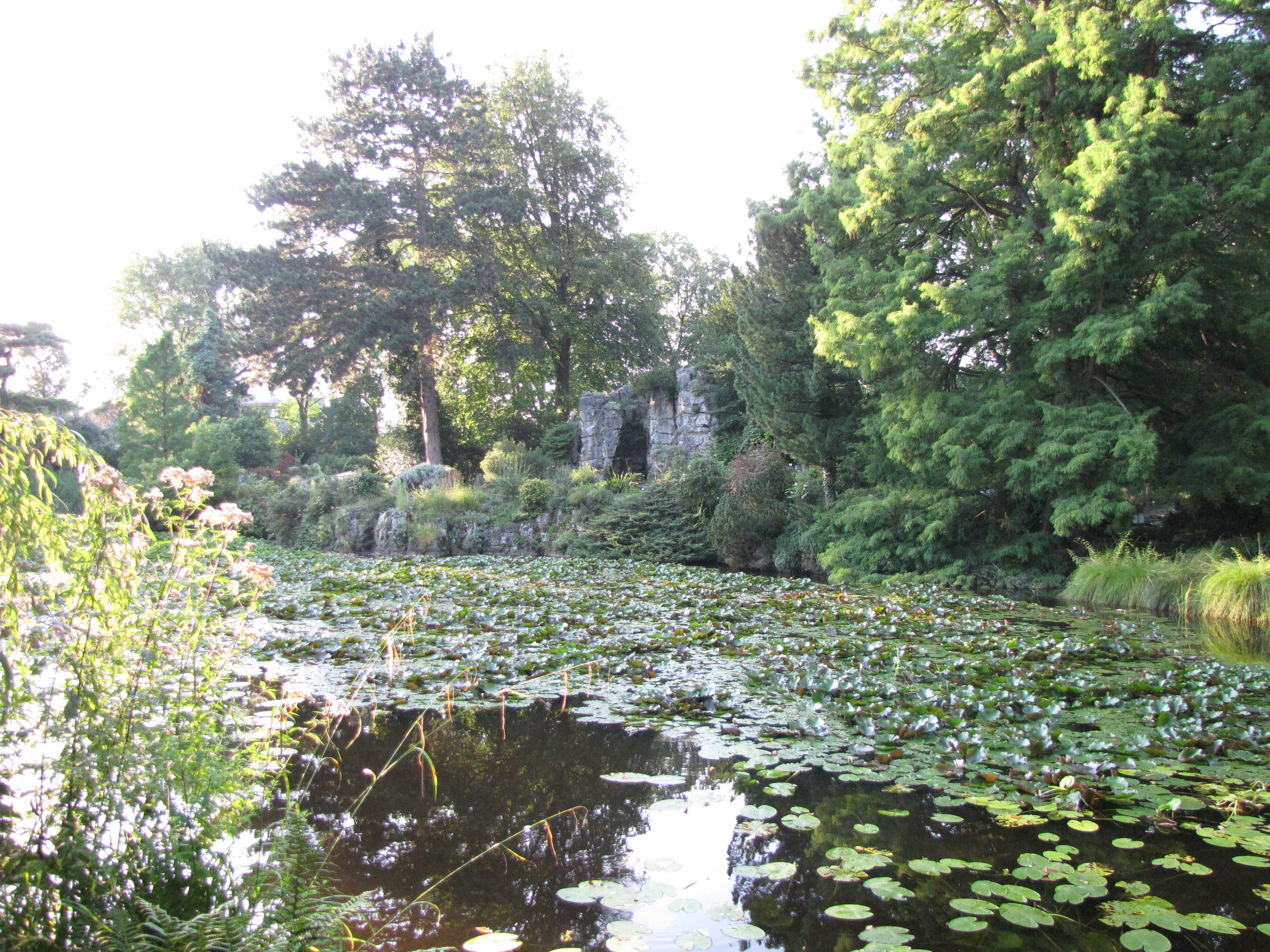
Fluchtpunkt im Norden: Alpinum mit Seerosenteich
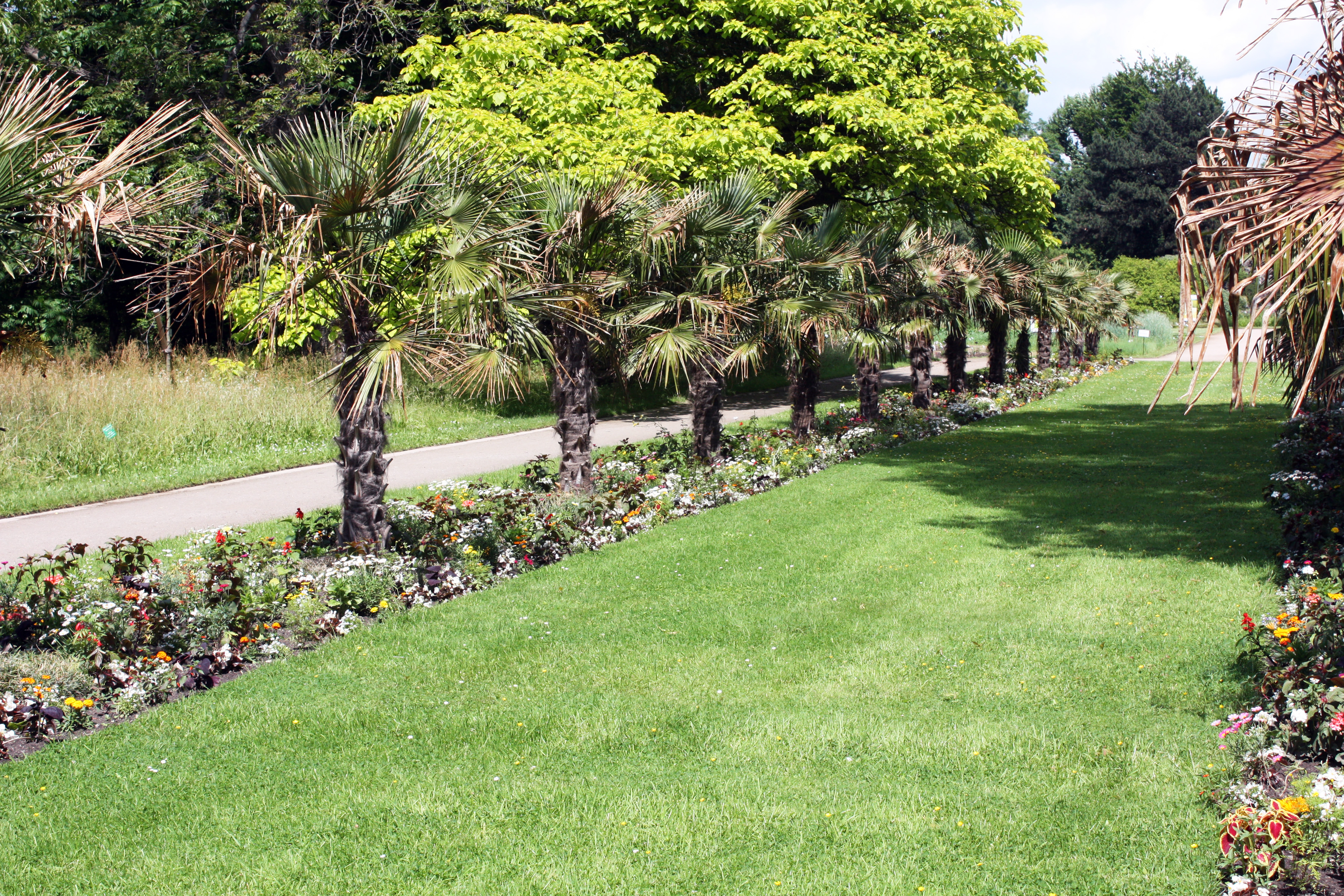
Achse zur Flora: Hanfpalmen im Freiland
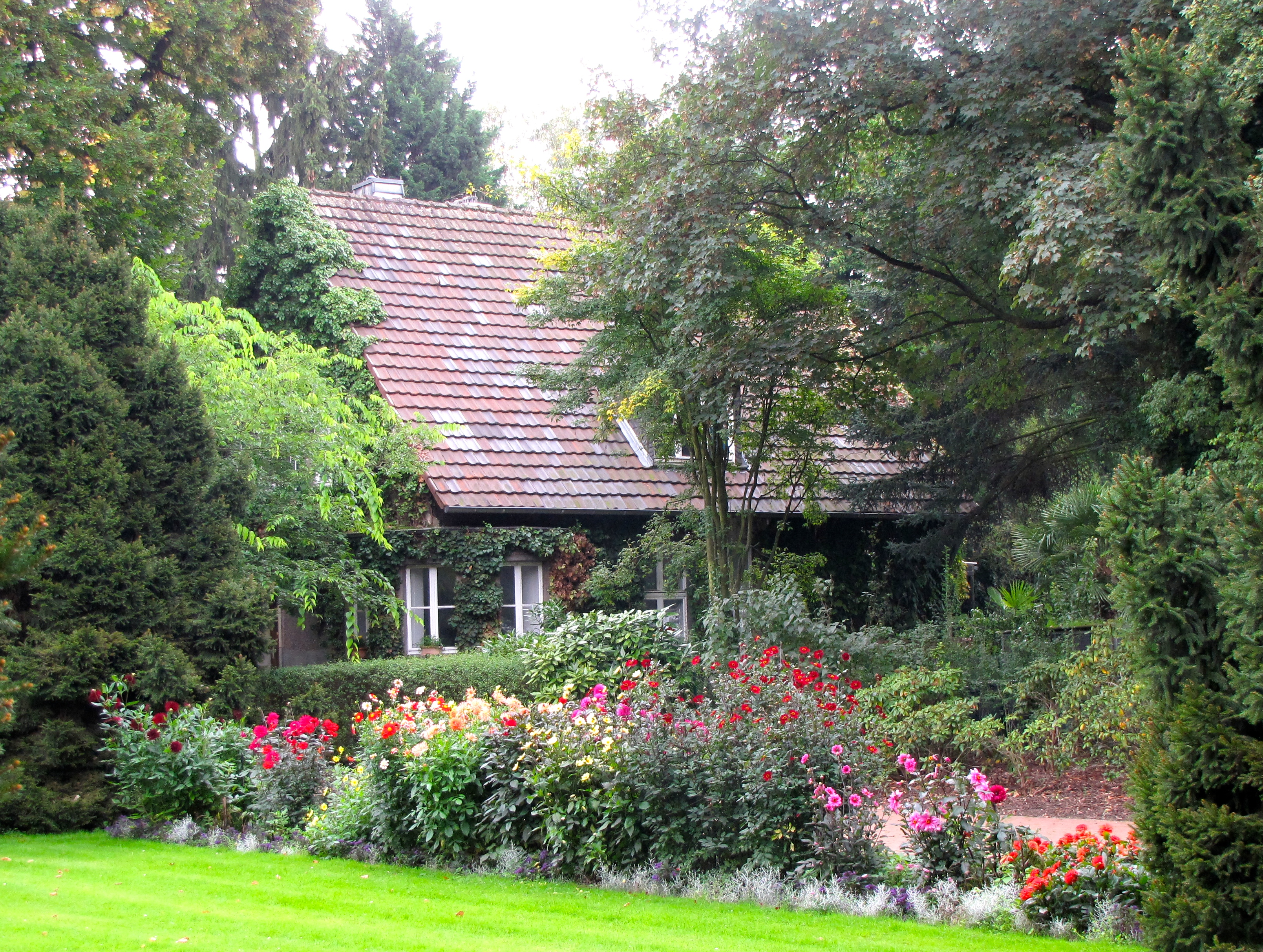
Hexenhaus: Direktorenvilla im Reformstil

Zwischen 1914 und 1920 diente der Wintergarten als Truppenquartier für britische Soldaten, die unter anderem im Wintergarten einen Tennisplatz eingerichtet hatten. Erst 1926 wurde die Anlage wieder für die Öffentlichkeit zugänglich; bis 1934 blieb ihr im Palmenhaus das schlichte Flora-Restaurant geöffnet. Durch die neue Ausrichtung auf wissenschaftlich-botanische Forschung und Lehre wurden zahlreiche Beispiele der historistischen Gartenerbauung abgetragen: das französische Parterre wurde auf seine Randlinien reduziert, der Kaiserpavillon und der maurische Kiosk abgerissen und viele Skulpturen, Säulen und die meisten Schmuckvasen ausgeräumt. Der Frauen-Rosenhof wurde zu einem Klostergarten aus dem 9. Jahrhundert umgestaltet. Die „Flora AG“ wurde 1941 liquidiert, einer Kriegszerstörung am 31. Mai 1943 fiel die gesamte Gartenanlage zum Opfer, lediglich das Außenmauerwerk und die eisernen Innenstützen des Wintergartens blieben erhalten.

### Vereinfachter Wiederaufbau
Die umgehend nach dem Krieg begonnene Wiederinstandsetzung des Gartens wurde gleichzeitig dazu genutzt, zahlreiche Gebäude und Anlagen des Historismus, die in der Nachkriegszeit als überladen empfunden wurden, abzubrechen und einzuebnen. So wurde die Eisenkuppel des Palmenhauses demontiert und das Gebäude nur als einstöckiger Festsaal wieder hergestellt; der Konzert- und Festsaal sowie die alten Gewächshäuser wurden vollständig abgebrochen. Die Wege in der englischen Partie wurden begradigt und teilweise umgegraben, weitere im Parterre und an der Kaskade wurden eingesät. Das Parterre selbst wurde auf eine einfarbige Rosenanpflanzung reduziert. Der Flora-Tempel, der lediglich am Dach beschädigt worden war, wurde vollständig abgetragen; die Flora-Statue ist seitdem verschollen. Die wiederhergestellte Flora ist seit dem 29. Dezember 1949 wieder für das Publikum zugänglich.

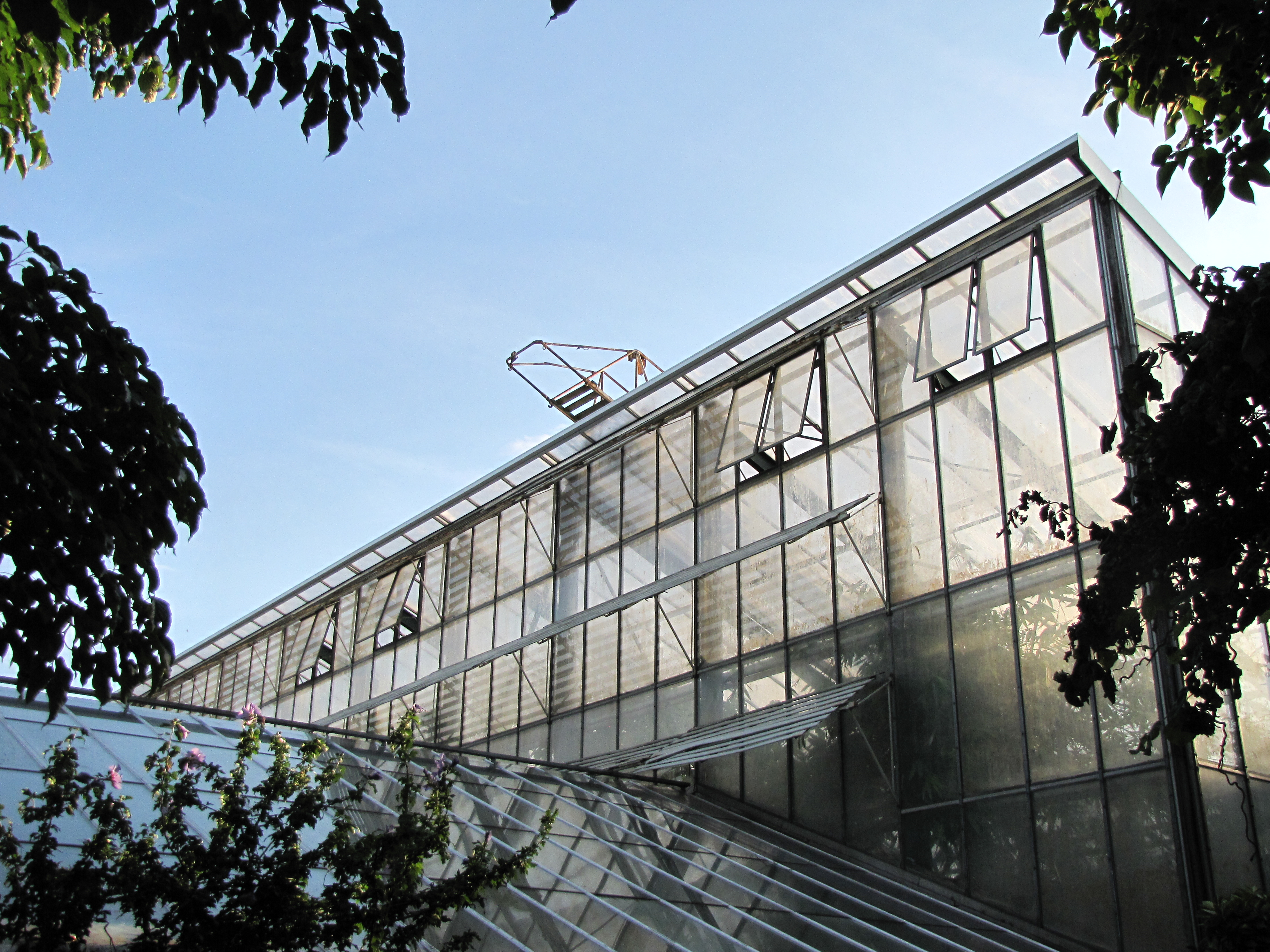
Großes Tropenhaus (1954/55)
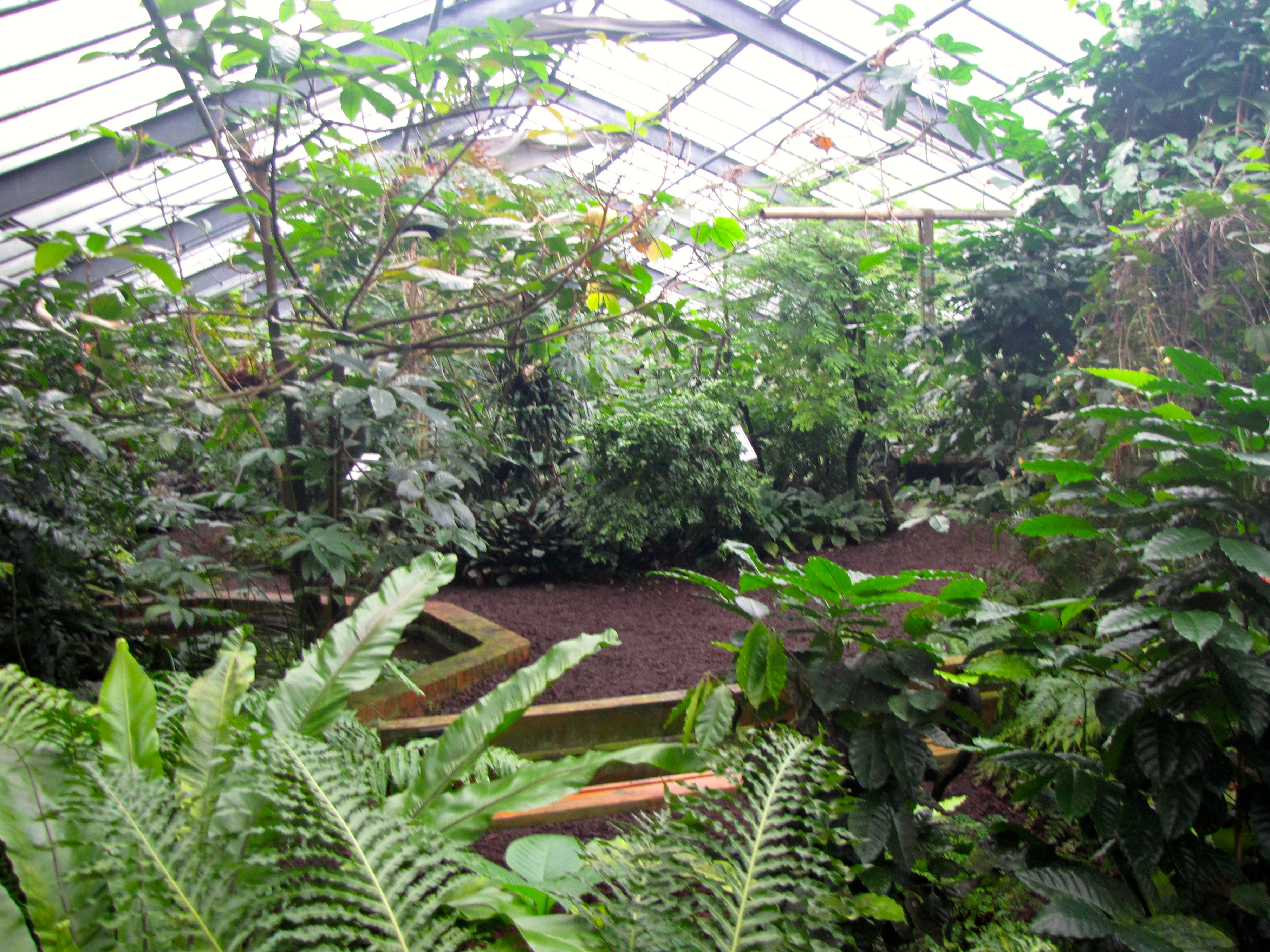
Kleines Tropenhaus (1950)
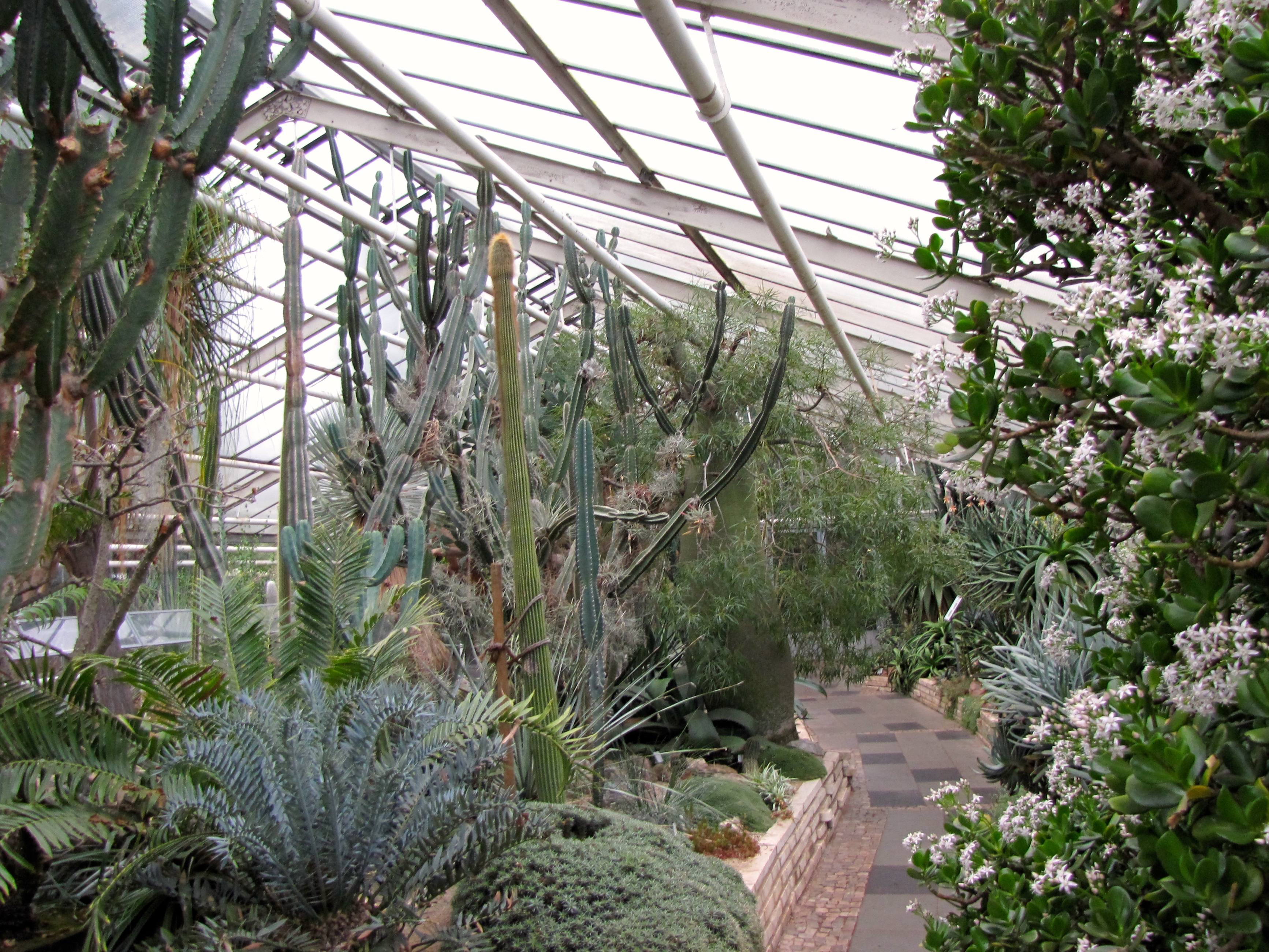
Kakteenhaus (1953)
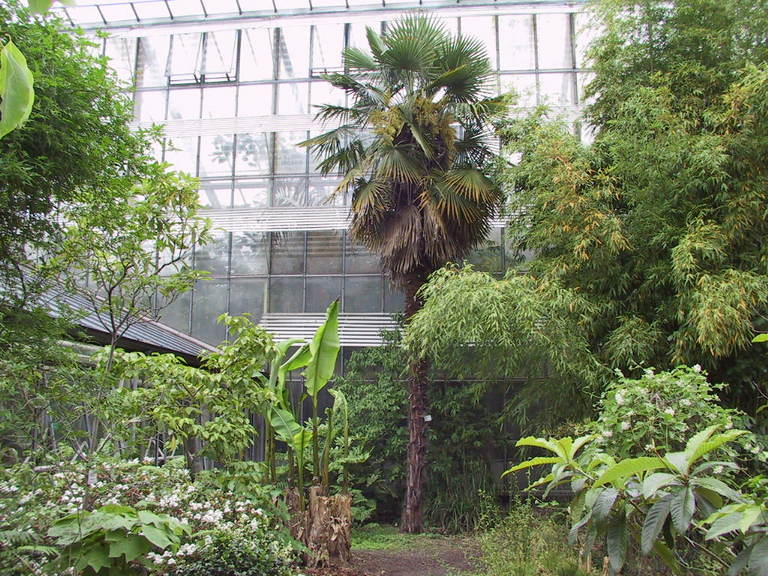
Tropischer Hof (1957)
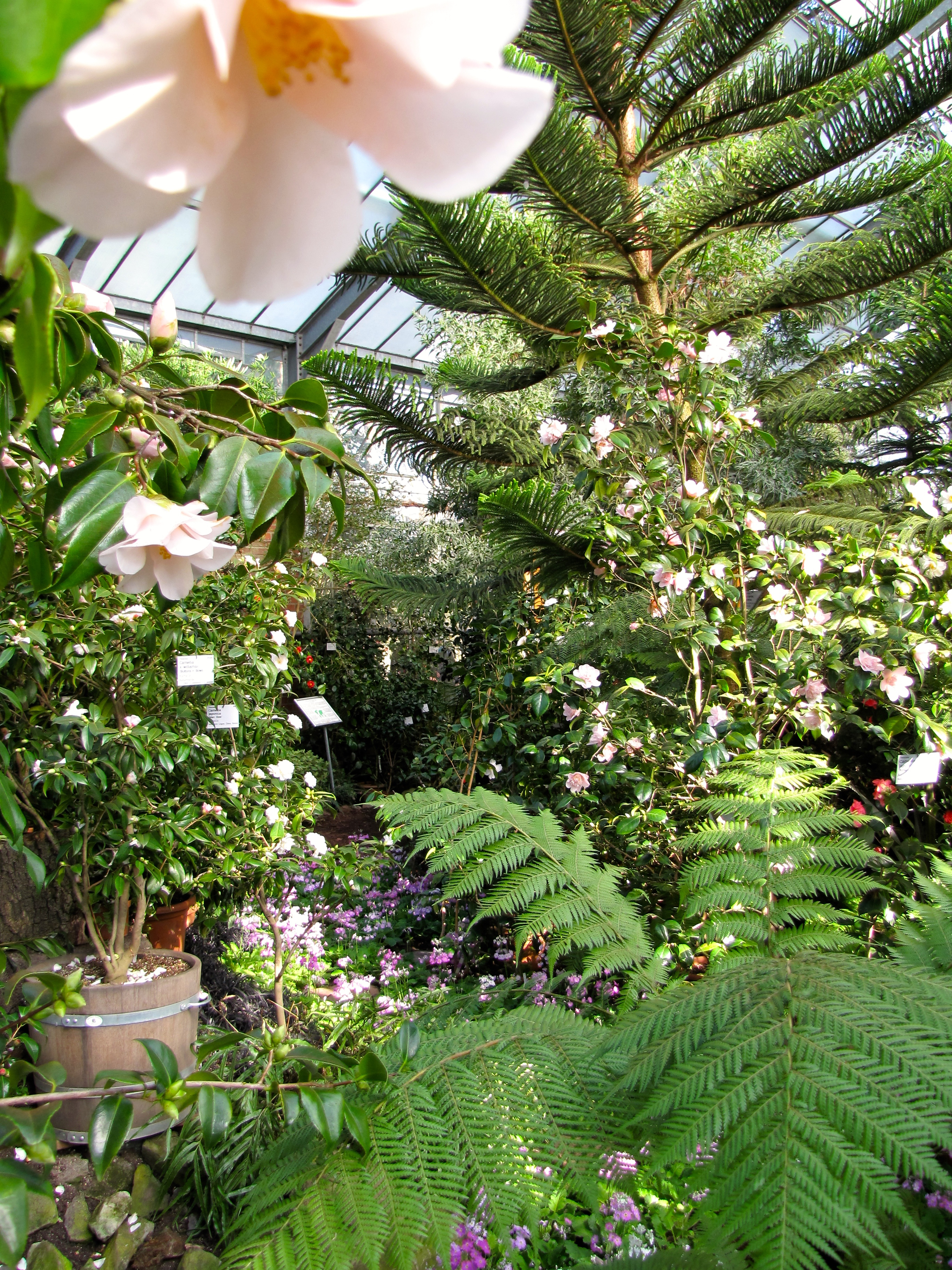
Subtropenhaus (1964)

In den folgenden Jahren wurde die Flora im funktionalistischen Stil wieder neu bebaut. Die erste neuerrichtete Gewächshausgruppe im Deutschland der Nachkriegszeit entstand in den Jahren 1950 bis 1955 in der Nordwestecke der Flora. Das kleine Tropenhaus (1950), das Kakteenhaus (1953) und das große Tropenhaus (1954/55) sind u-förmig angeordnet und erlauben den Besuchern einen Rundgang durch unterschiedliche Vegetationszonen des tropischen Regenwaldes und der Wüste. Anlässlich der Bundesgartenschau 1957 wurde in den von den Gewächshäusern umschlossenen Garten der Tropische Hof mit tropischen Sumpf- und Wasserpflanzen (wie u. a. der Amazonas-Riesenseerose) eingeweiht. Wegen Baufälligkeit mussten die Schaugewächshäuser allerdings 2018 abgetragen werden. 1955 wurde auch der Frauenrosenhof vom Kölner Architekten Wilhelm Riphahn wieder aufgebaut, wobei die stark veränderten Proportionen des Gebäudes als misslungen kritisiert werden.
Der Wiederaufbau wurde 1964 zum 100-jährigen Jubiläum abgeschlossen. Aus diesem Anlass wurden das Festhaus renoviert und das neue Subtropenhaus errichtet, das seit 2000 auch die Kameliensammlung beherbergt. Im Botanischen Garten wurden die systematisch-botanischen Abteilungen verkleinert, so dass an Stelle der großen rechtwinkligen Beete Themengärten mit Sommerblumen und Stauden angelegt werden konnten, deren Gestaltung stark an die der Bundesgartenschau 1957 erinnern. Darüber hinaus legte Gartenleiter Harro Julian Koch Sondergärten mit Heil-, Arznei- und Nutzpflanzen an. In den folgenden Jahren kürzte die Stadt den Unterhalt für den Botanischen Garten, und vereinzelt diskutierten Stadtpolitik und Grünflächenamt sogar die Schließung der Flora. Insgesamt sank die Anlage – verglichen mit den Gärten anderer Städte – auf „tiefstes Mittelmaß“ herab.

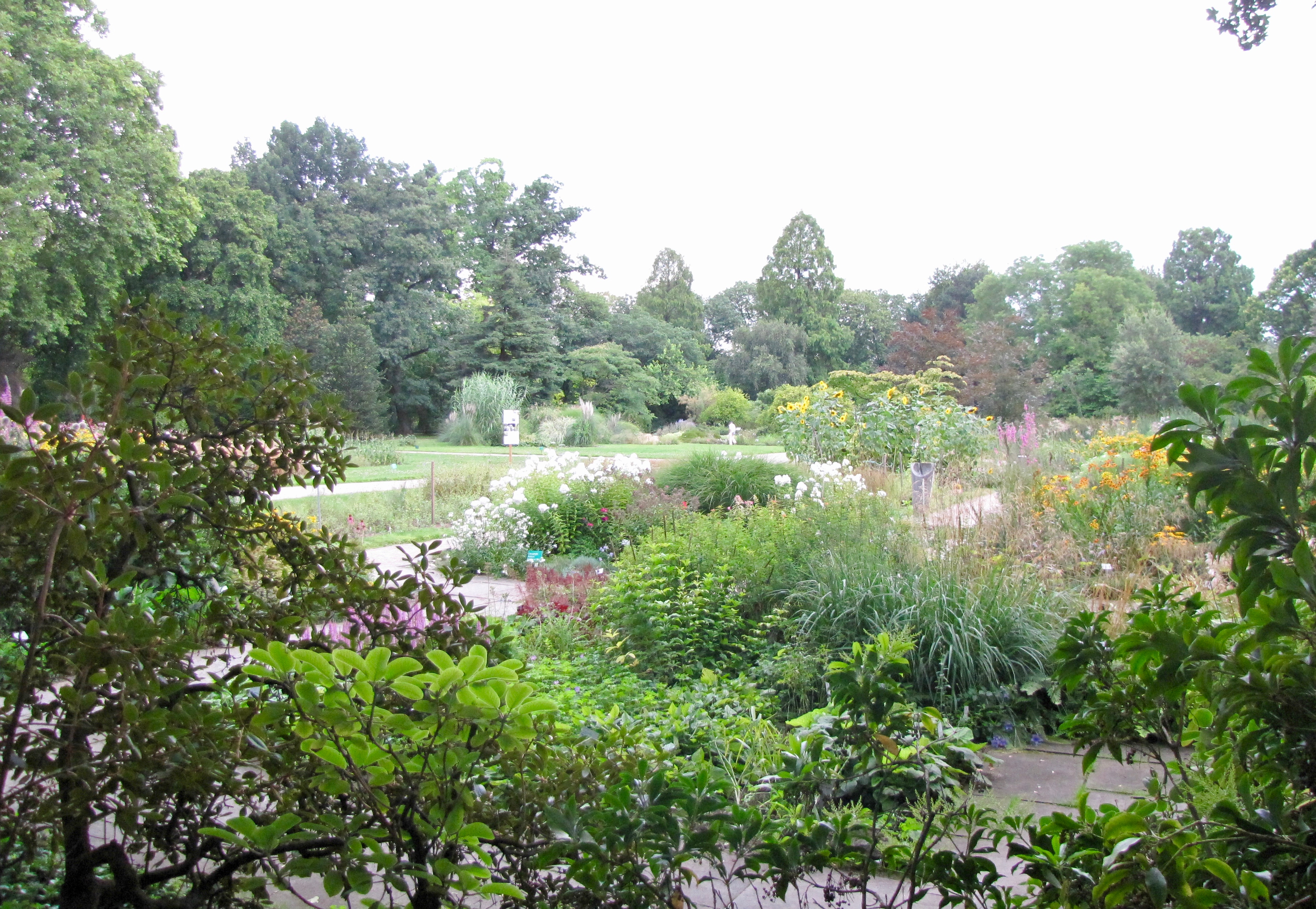
Stil 1957 inspiriert von der Bundesgartenschau
Die Hundertjährige: Festhaus nach der Renovierung 1964

### Wiederherstellung der historischen Gestalt
Kurz vor dem 125-jährigen Jubiläum wurde der seit 1977 amtierende Gartenleiter Eugen Moll gebeten, das charakteristische Erscheinungsbild von Flora und Botanischem Garten wiederherzustellen. Die gartenarchitektonische Handschrift von Lenné und Peter Esser sollte wieder erkennbar werden. So wurden zwischen 1985 und 1990 das historistische Parterre in alter Farbigkeit neu geschaffen, die alte Wegführung wieder hergestellt, der Flora-Weiher saniert, die Kaskaden in alter Form neu gebaut und der Frauenrosenhof und die Farbgärten nach dem Plan von Joseph Maria Olbrich restauriert. Schließlich wurde auch der historische Eingang mit den weißen Torhäusern aus Holz und dem repräsentativen Eisentor nach alten Vorlagen neu errichtet.

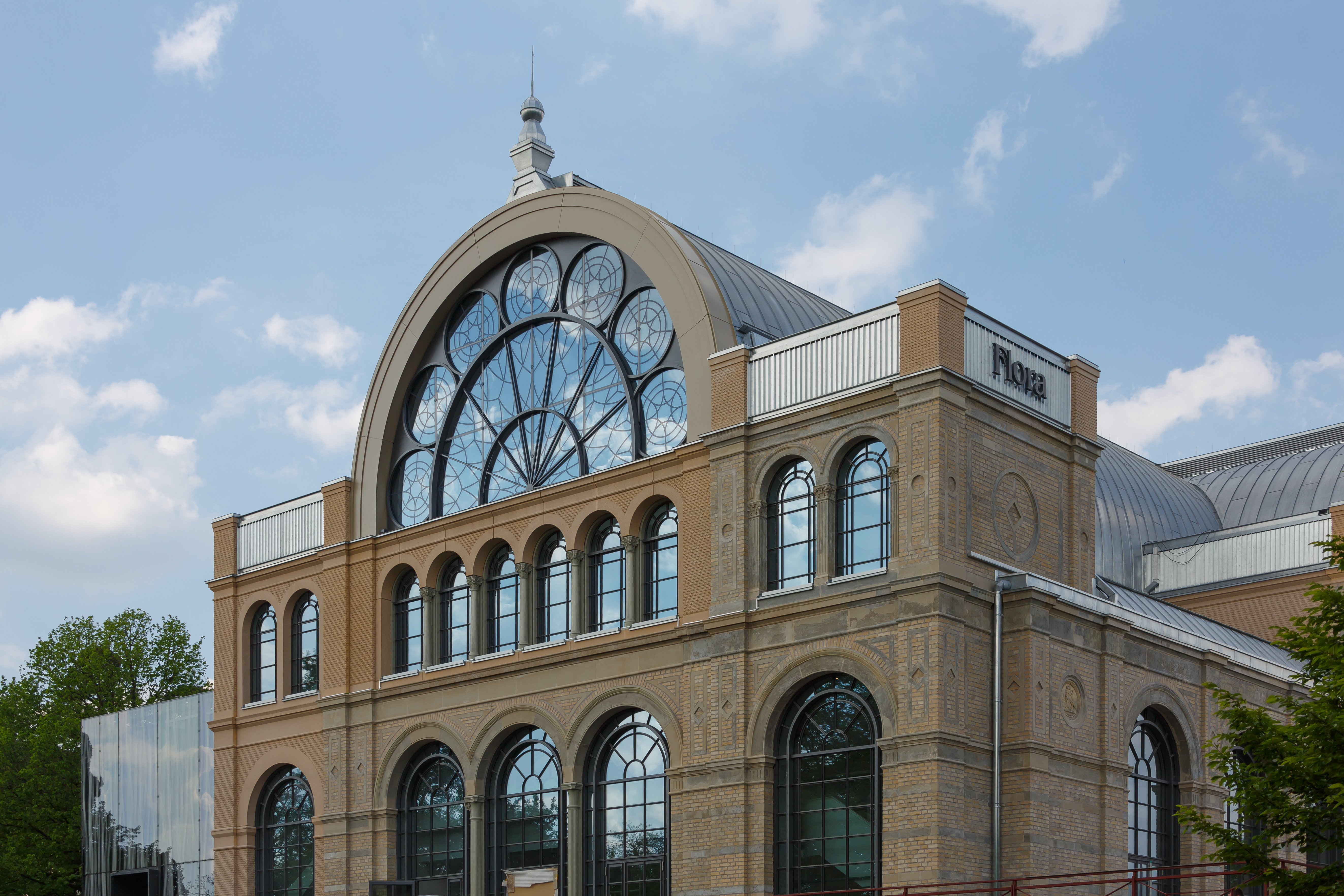
2014: neu errichtetes Festhaus
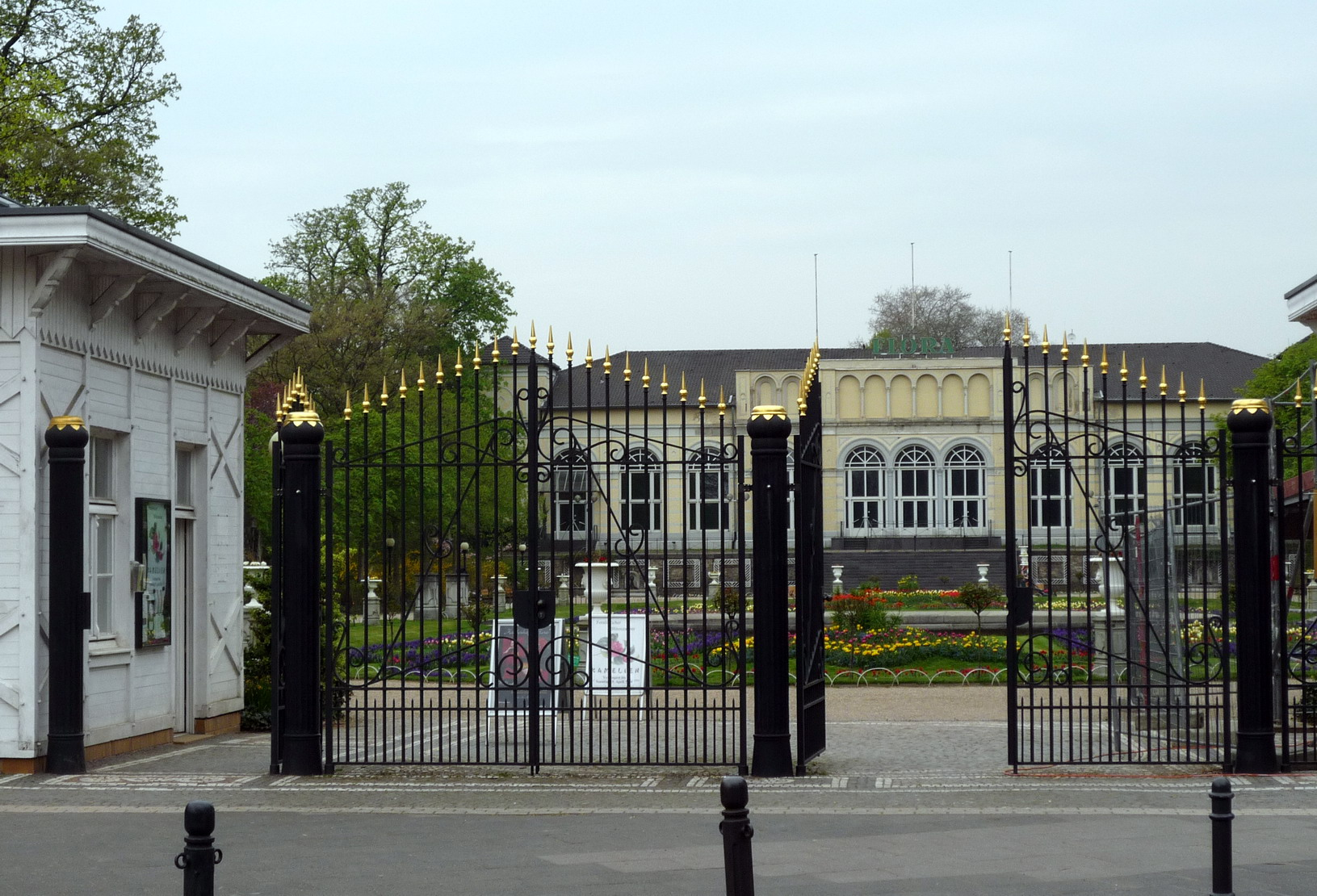
1996: nachgebautes Entree
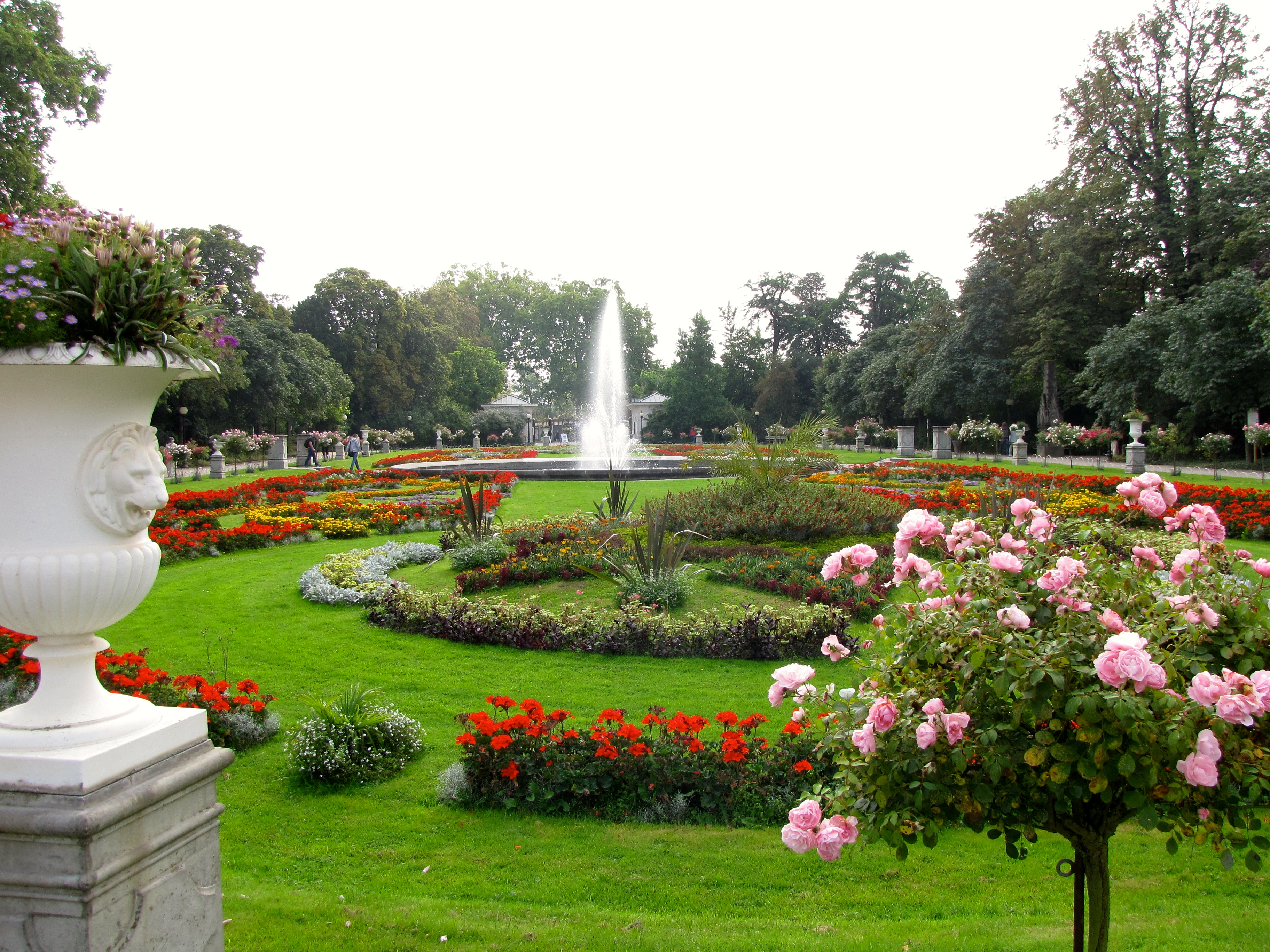
1988: wieder hergestelltes Parterre
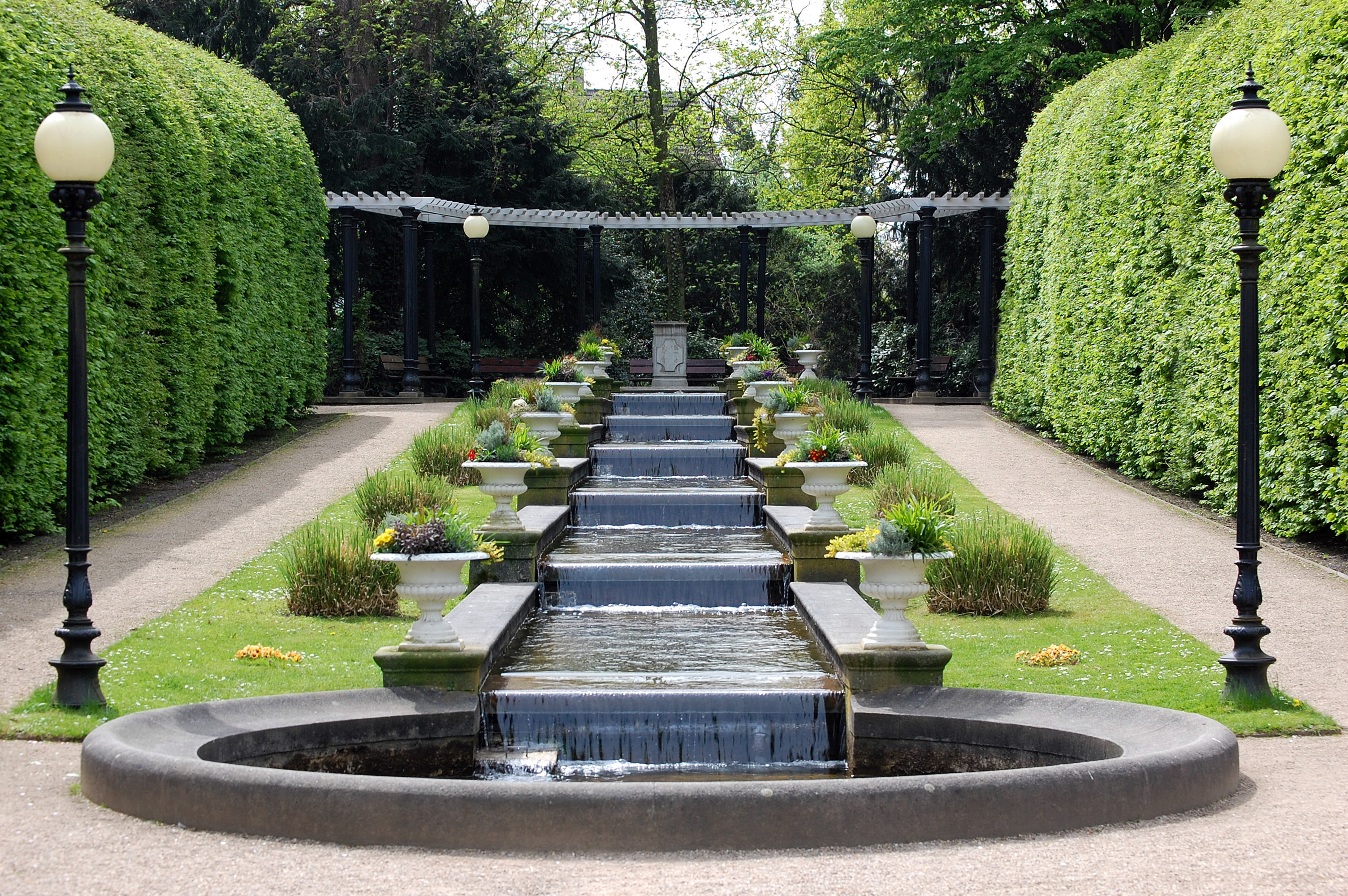
1988: neu gegossene Kaskade

Im Jahre 2008 erhielt die Flora Deutschlands erste Palmenallee. Auf der Nord-Süd-Achse des Botanischen Gartens wurden 30 relativ winterharte Chinesische Hanfpalmen ausgepflanzt. Sie waren in der Flora aus Sämlingen der 1975 im Tropischen Hof angepflanzten Palme gezogen worden. Die Sanierung das Festhauses wurde bis zum 150. Jubiläum abgeschlossen. Dabei wurde die Dachgestaltung wieder dem Originalzustand mit einem Kuppeldach angepasst. Der Kostenrahmen betrug rund 36 Millionen Euro. Zusätzlich zum Festsaal (etwa für 900 Personen) wurde auch ein Dachsalon unter dem Tonnendach geschaffen, sowie ein Bistro und eine Orangerie (etwa 150 Personen), die separat oder gemeinsam genutzt und angemietet werden können. Die Wiedereröffnung fand am 12. Juni 2014 statt.

### Neubau Schaugewächshäuser

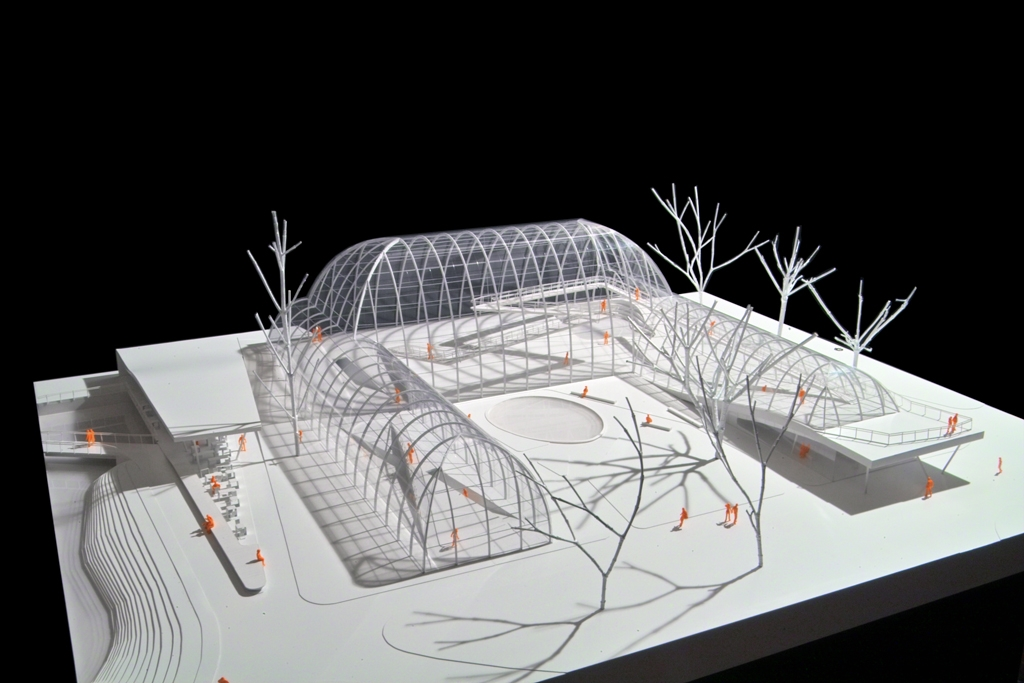
Parabel-Hallen: Neubau Schaugewächshäuser (ab 2018)

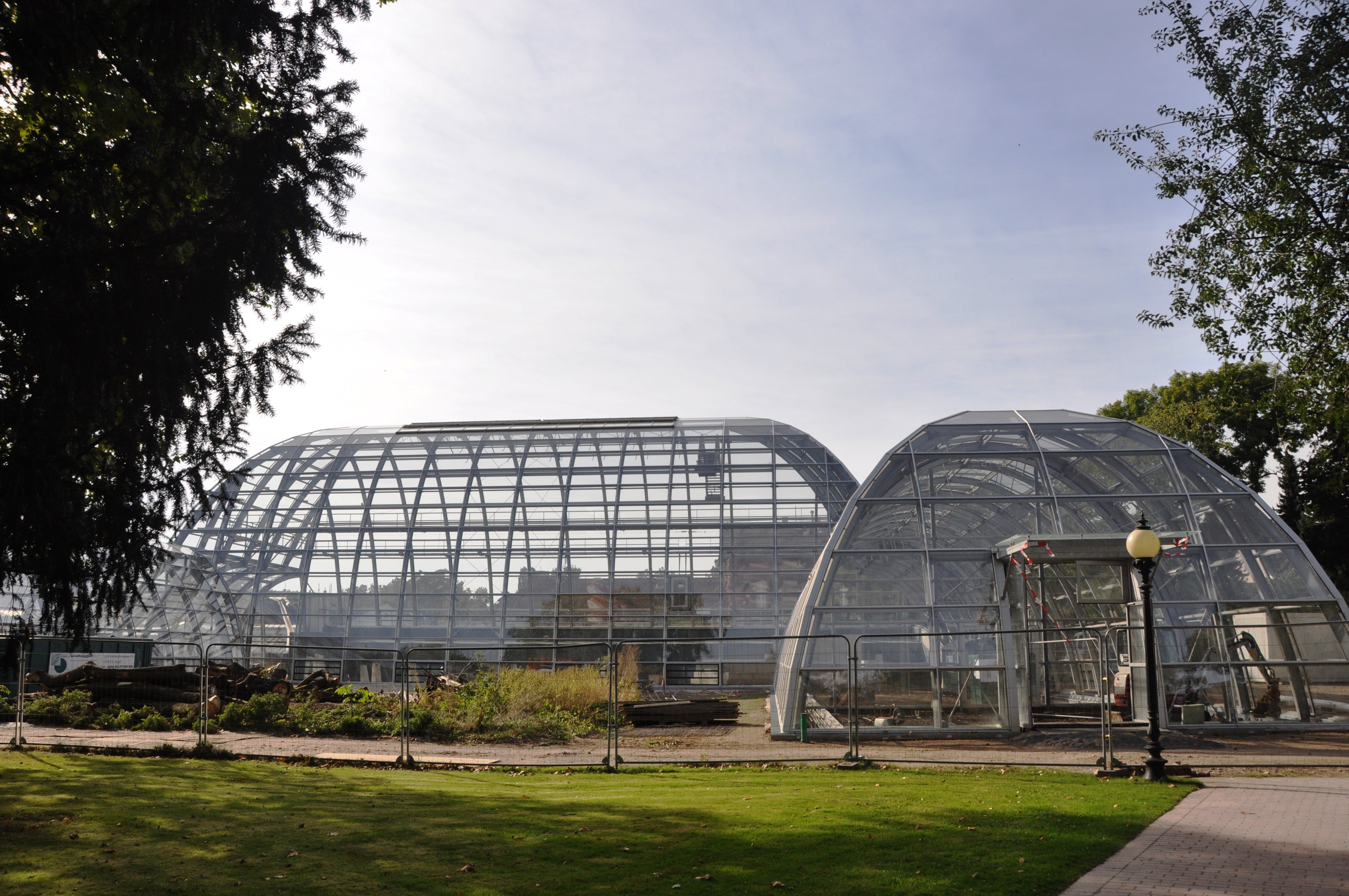
Neue Gewächshäuser im Bau (2021)

Die in den 1950er Jahren erbauten Schaugewächshäuser erwiesen sich seit der Jahrtausendwende als so marode, dass sie durch einen Neubau ersetzt werden mussten. Daher begann der Garten 2016, die seltenen Pflanzen auszulagern und in Übergangsquartiere zu verlegen. Nachdem die alten Gewächshäuser abgetragen waren, konnte 2018 der erste Spatenstich für den Neubau erfolgen. Die neuen Parabelförmigen Gewächshäuser werden an gleicher Stelle errichtet wie ihre Vorgänger; sie werden als dreiflüglige Anlage den denkmalgeschützten Tropischen Hof einschließen. Eine als Naturdenkmal geschützte Libanon-Zeder im Tropischen Hof stürzte während der Bauarbeiten vermutlich infolge eines Gewitters am 14. August 2020 um. Aus eingesammelten Samen soll eine Nachzucht angelegt werden, die später an derselben Stelle wieder ausgepflanzt werden soll.
Die Schaugewächshäuser haben etwa dieselbe Grundfläche wie ihre Vorgängerbauten aus den 1950er Jahren, sind aber fast doppelt so hoch und erreichen eine Maximalhöhe von 16 Metern. Die Planung sieht vor, dass die neue Anlage aus einem großen und einem kleinen Tropenhaus und einem Wüstenhaus bestehen soll. Es ist geplant, die künftigen Besucher über einen Rundgang zu führen, der im zentralen Gebäude als tropischer Baumkronenweg gestaltet wird und im Wüstenhaus durch einen Wüstencanyon führt. Der Verbindungsgang zum bestehenden Subtropenhaus soll in eine Orangerie umgebaut werden, die künftig Platz für Wechselausstellungen bietet. Baumängel verhinderten bisher eine Eröffnung. Ein Termin im 1. Quartal 2025 wurde abgesagt.

## Gartenanlage

### Das Parterre
Das Parterre erstreckt sich als 100 Meter langer Blumenteppich zwischen dem Haupteingang und dem Festhaus. Peter Joseph Lenné wählte eine im Historismus übliche Variante des im französischen Barock erfundenen Gartenbildes. Dabei werden zwar die floralen Elemente – Ranken, Palmetten, Blätter und Zweige – den barocken Formbildern nachempfunden. Die Ornamente werden allerdings mit üppig farbigen Blumen gebildet und zudem in Rasen eingebettet. In der Flora erhebt sich auf halber Länge eine Fontäne aus einem kreisrunden Bassin. An beiden Enden der Fläche befindet sich jeweils mittig in der Rasenachse ein rundes, kegelförmig erhobenes Blumenbeet, das im 19. Jahrhundert typische sogenannte Tortenbeet. Diese runden Beete, eines in Form einer Blüte, das andere als Abbild eines gezackten Sternes, sind Phantasieformen des historistischen Gartenbaus. Die Pflanzenbilder werden mit einer rankenförmigen Rabatte, der sogenannten Platebande, verbunden. Entlang des Kiesweges, der den Blumenteppich umläuft, sind 24 Eisengussvasen auf Postamenten platziert, wodurch die barocke Idee aufgegriffen wird, die Rabatte optisch zu rahmen.

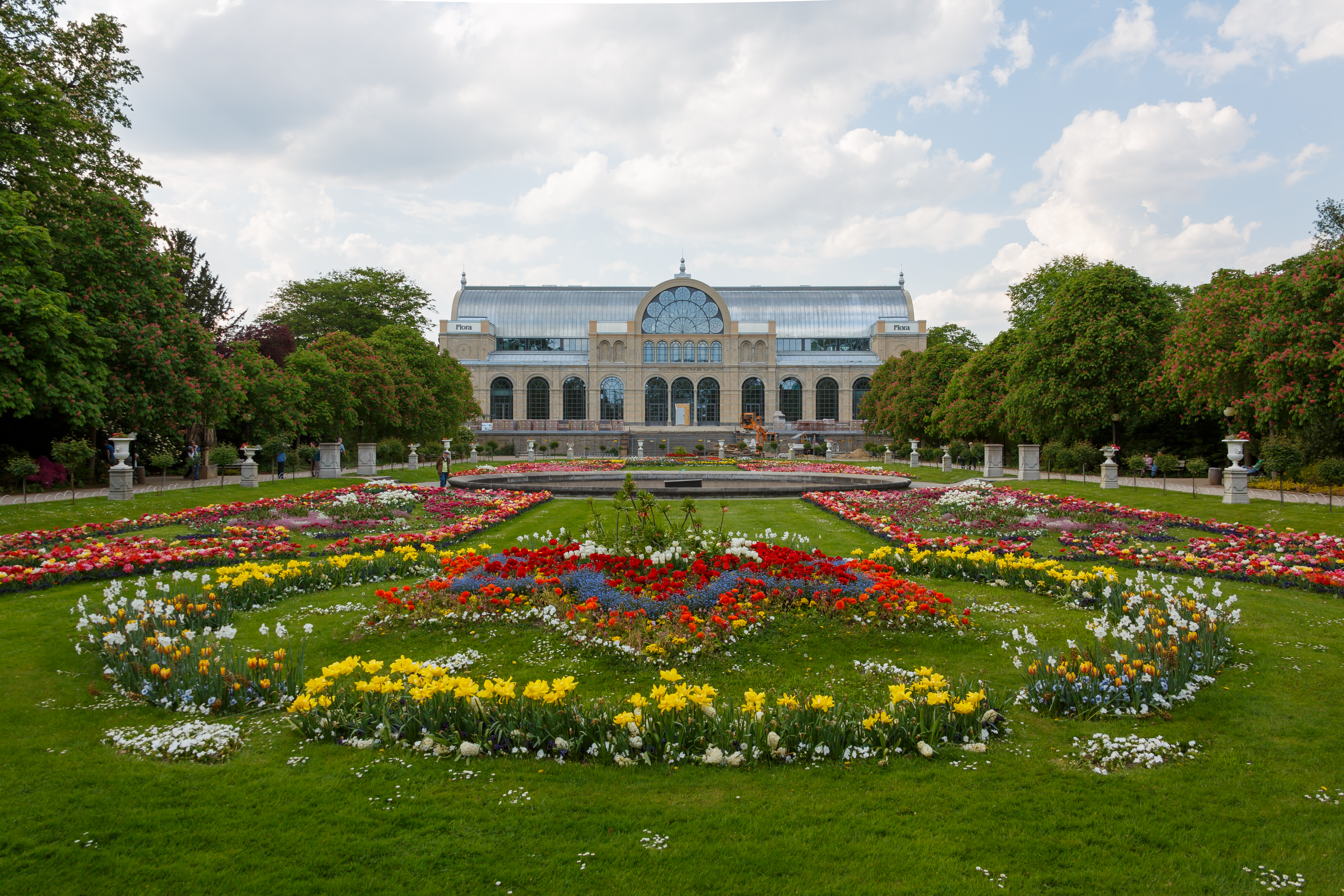
Broderieparterre
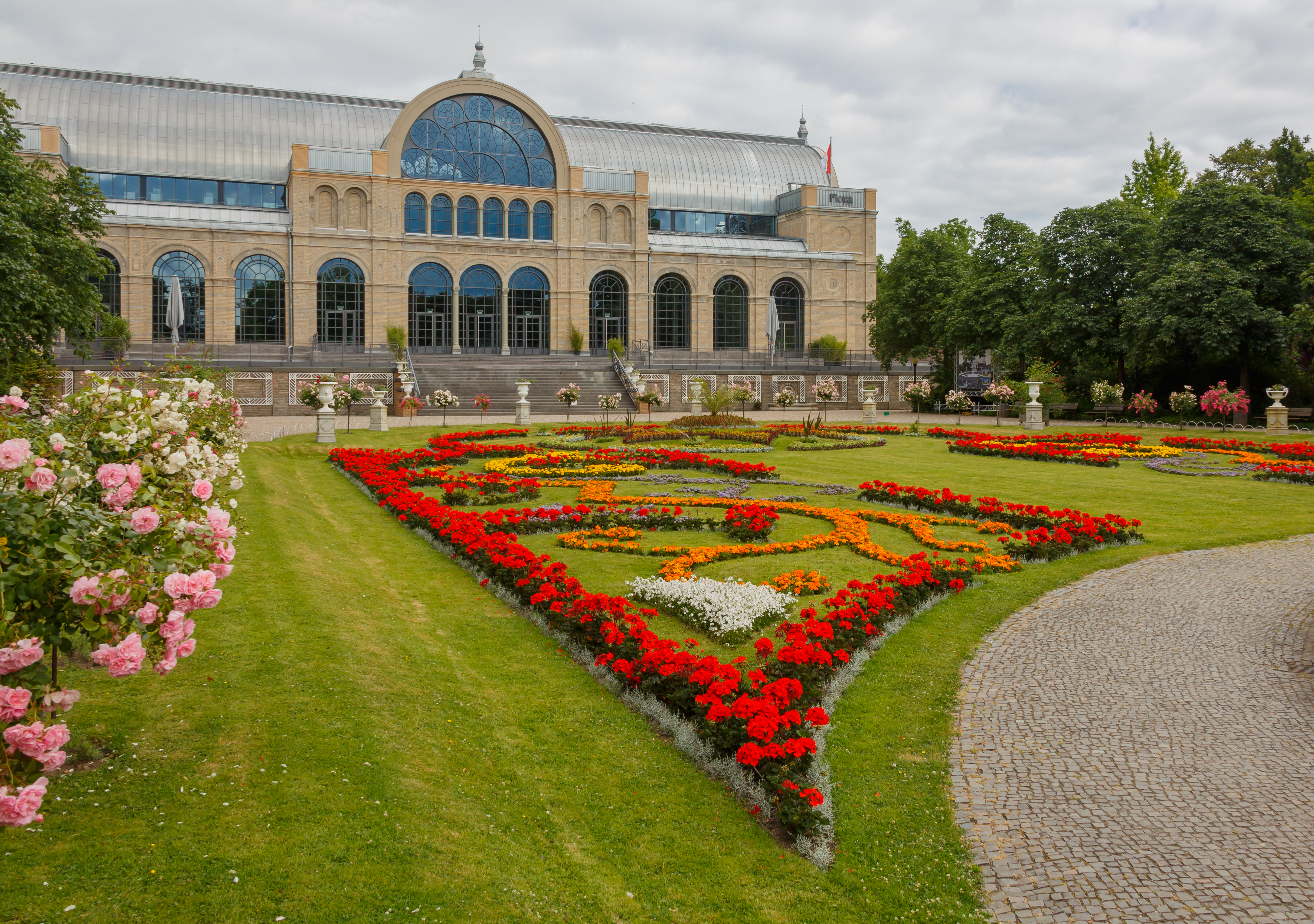
Platebande (Bandförmige Rabatte)
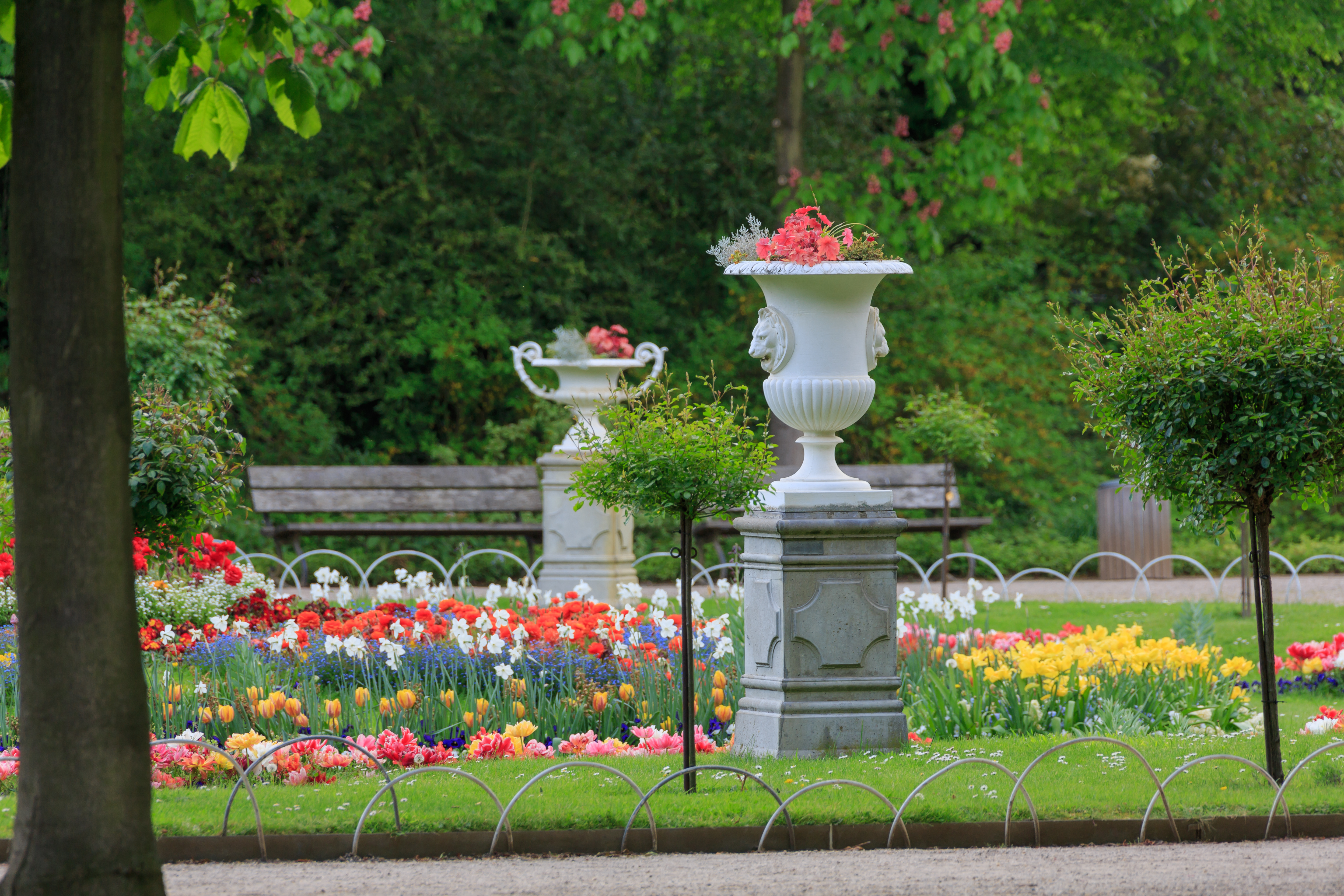
Postamente mit Eisengussvasen
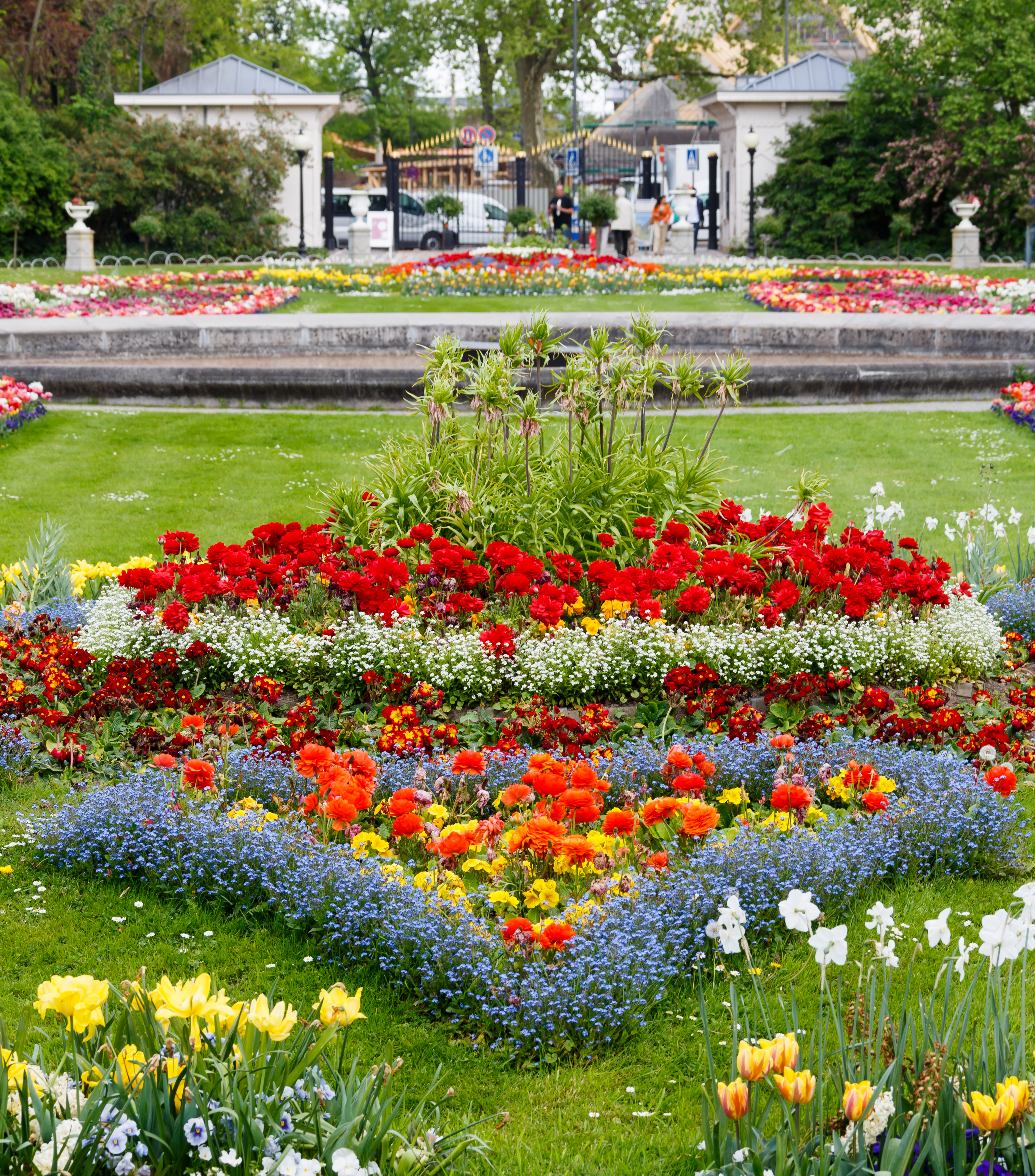
Tortenbeet
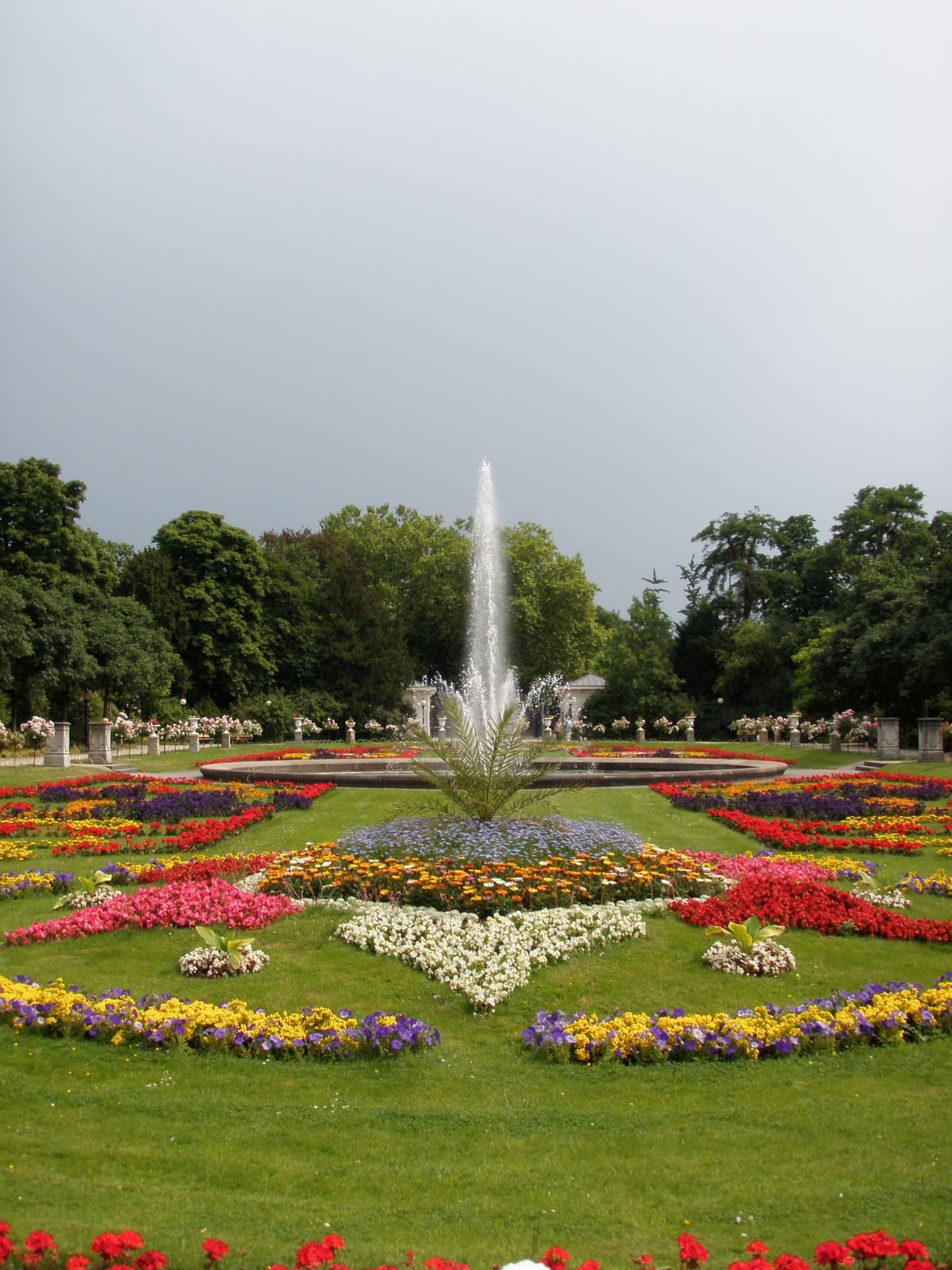
Fontäne
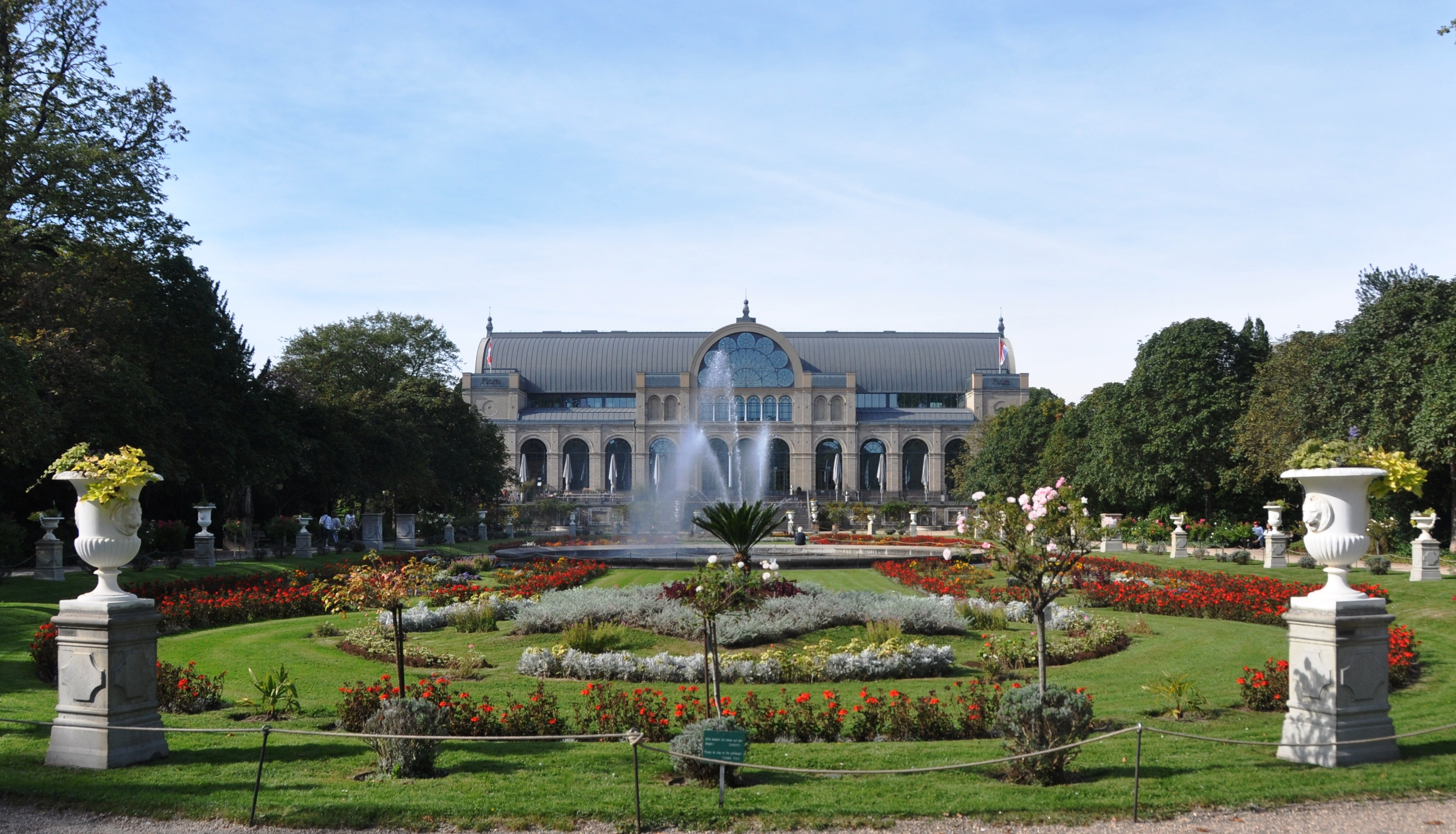
Anlage im Jahr 2021

In der Gründungszeit der Flora wurden im Parterre jährlich bis zu 5 Bodenbilder neu bepflanzt. Zwar ist nicht mehr genau bekannt, welche Pflanzen damals gesetzt wurden. Doch richten sich die Gärtner heute nach dem Artenspektrum, das im Historismus verfügbar war und nach historischen Pflanzenlisten. Daher darf die Farbigkeit des Blumenteppichs auch heute als historistisch gelten. Jedes Jahr werden in zwei Pflanzphasen drei Pflanzenbilder neu angelegt. Im Frühjahr werden rund 25.000 Tulpenzwiebeln gesetzt; im Sommer rund 30.000 Sommerblumen ausgepflanzt. Die rankenförmige Rabatte entfaltet leuchtendrote Fernwirkung durch die Pelargonien (umgangssprachlich Geranien) genannten Storchschnabelgewächse, die mit dem silbrig-weißen Blättern des australischen Silberkörbchens (Calocephalus) einen schönen Kontrast bilden. Innerhalb der Ranken bilden die Pflanzungen die Muster „Lyra“ und „Schmetterling.“ Zu ihrer Farbenpracht tragen die gelb und orange blühenden Studentenblumen (Tagetes), das blaue Männertreu (Lobelia erinus), die rot und weiß blühenden Begonien und der violett-blaue Leberbalsam (Ageratum) bei. Auf den Tortenbeeten finden wir Phoenixpalmen und Zierbananen, das Papageienblatt (Alternanthera) sowie die rotblättrigen Iresine und die gelb blühenden Gazanien.

### Englische Partie

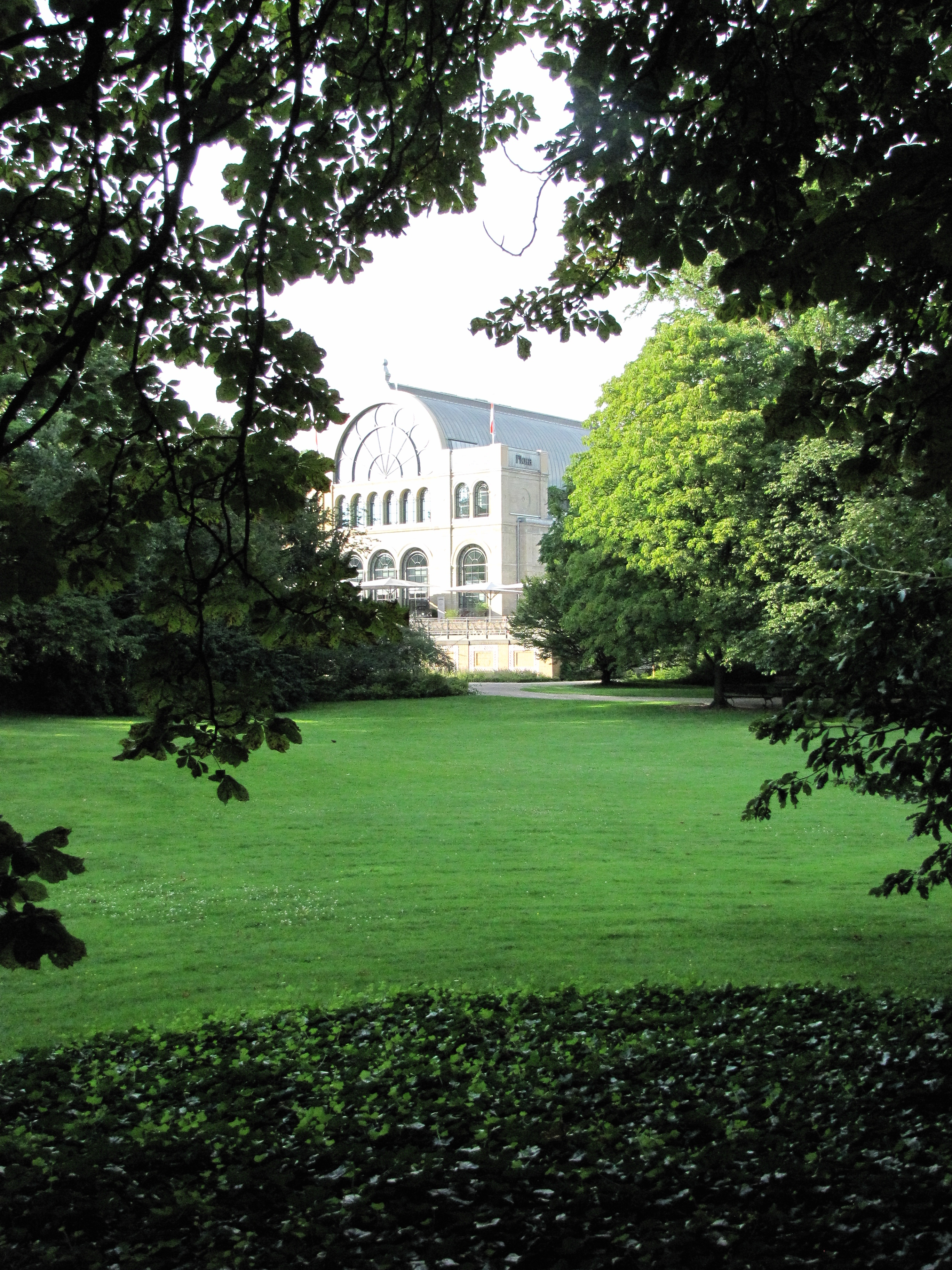
Blickachse: Englische Partie in der Flora

Offene Wiesenflächen, die von scheinbar frei wachsenden Strauch- und Baumgruppen gerahmt werden, bilden die sogenannte Englische Partie der Flora. Sie ist im Stil des Englischen Landschaftsgartens gestaltet und rahmt die streng gestalteten Blumenteppiche des Parterre. Die malerisch-landschaftlichen Gartenpartien sollten die romantischen Bedürfnissen der Besucher befriedigen. Die Partie wird von einem inneren und einem äußeren Rundweg erschlossen, der etwas tiefer gelegt ist und in einem eleganten Schwung als „stummer Führer“ dient. Vom Weg aus soll der Besucher einen von Bäumen gerahmten Blick auf das Festhaus oder andere herausgehobene Gebäude des Gartens werfen können.
Anders als sonst üblich, konnten die Gartenplaner ihre Anlage nicht auf optische Fixpunkte ausrichten, die außerhalb der Anlage lagen. Um dennoch interessante Blickachsen auf dem Gelände zu schaffen, hatten die Planer dem ursprünglichen völlig flachen Grundstück daher ein Bodenrelief gegeben, bei dem die Wiesenmulde 60 Zentimeter unter dem ursprünglichen Niveau liegt und der ansteigende Grat mit der Wasserkaskade 2 Meter aufgeschüttet ist. Die Baumgruppen wurden so geschickt angeordnet, dass auf relativ engem Raum der Eindruck von großzügigen Gartenflächen entsteht. Zudem wurden die Bepflanzungen mit Sorgfalt aufeinander bezogen, selbst wenn sie eine landschaftlich natürliche Anordnung vorspiegeln. Rosskastanien, Rot- und Blutbuchen, Eichen, Linden und vor allem Ulmen bilden das Grundgerüst der Anpflanzungen. Dieses wurde durch exotische Bäume ergänzt: an exponierter Stelle wurden der Ginkgo-Baum (Ginkgo), die Kaukasische Flügelnuss (Pterocarya fraxinifolia) und der Mammutbaum (Sequoiadendron giganteum) gepflanzt. Dieser galt bei Gründung der Flora als Botanische Sensation, weil er erst 10 Jahre zuvor entdeckt worden war. Die Libanon-Zeder (Cedrus libanensis) am tropischen Hof ist wahrscheinlich die zweitgrößte in Deutschland. Peter Lenné hatte auf der West- und der Ostseite der Flora je eine Blutbuche (Fagus sylvatica f. atropunicea) setzen lassen, die optisch miteinander korrespondierten. Der im Westen gepflanzte stattliche Baum mit dem besonders tiefroten Laub musste allerdings 2013 ersetzt werden, nachdem sein Holz durch zerstörende Pilze zersetzt war.
Bei der Anlage der Kölner Flora gelang es Lenné, in seinem Spätwerk den sogenannten Gemischten Stil der Deutschen Gartenbaukunst zum Historismus weiterzuentwickeln. Denn in Köln war anders als zuvor auch die Englische Partie zu einer zonierten, intensiv durchgestalteten Gartenlandschaft geworden, die den ausgreifenden englischen Landschaftsgarten auch nur noch als Stilart zitiert. Das wurde von Gartenbauexperten für so ungewöhnlich gehalten, dass Ende des 19. Jahrhunderts die Frage aufgeworfen wurde, ob die im damals hochmodernen historischen Stil gestaltete Flora tatsächlich von Lenné oder nicht vielmehr von seinem Mitarbeiter Gustav Meyer geplant worden sei.

### Frauenrosenhof

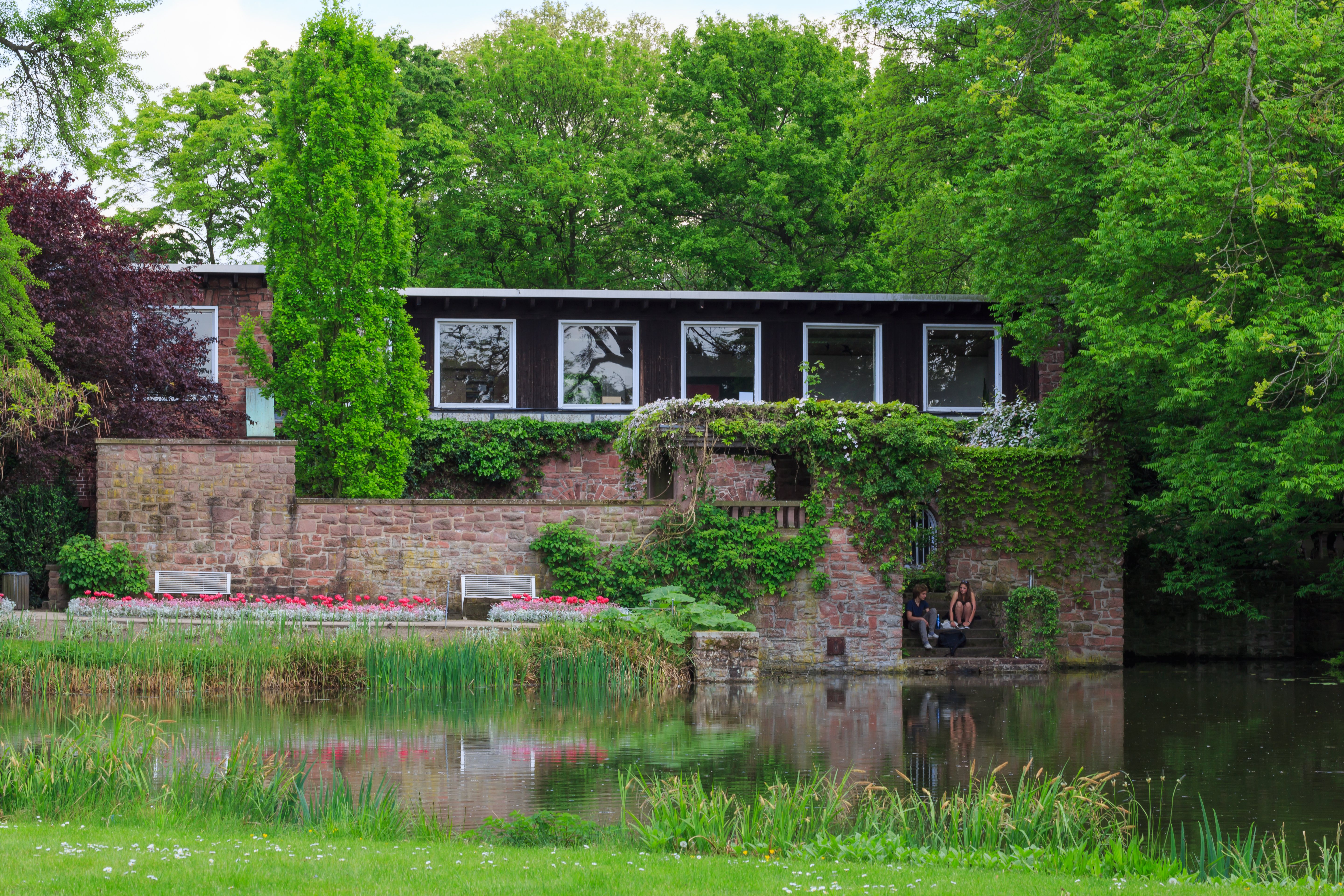
Jugendstil am Weiher: der Frauenrosenhof

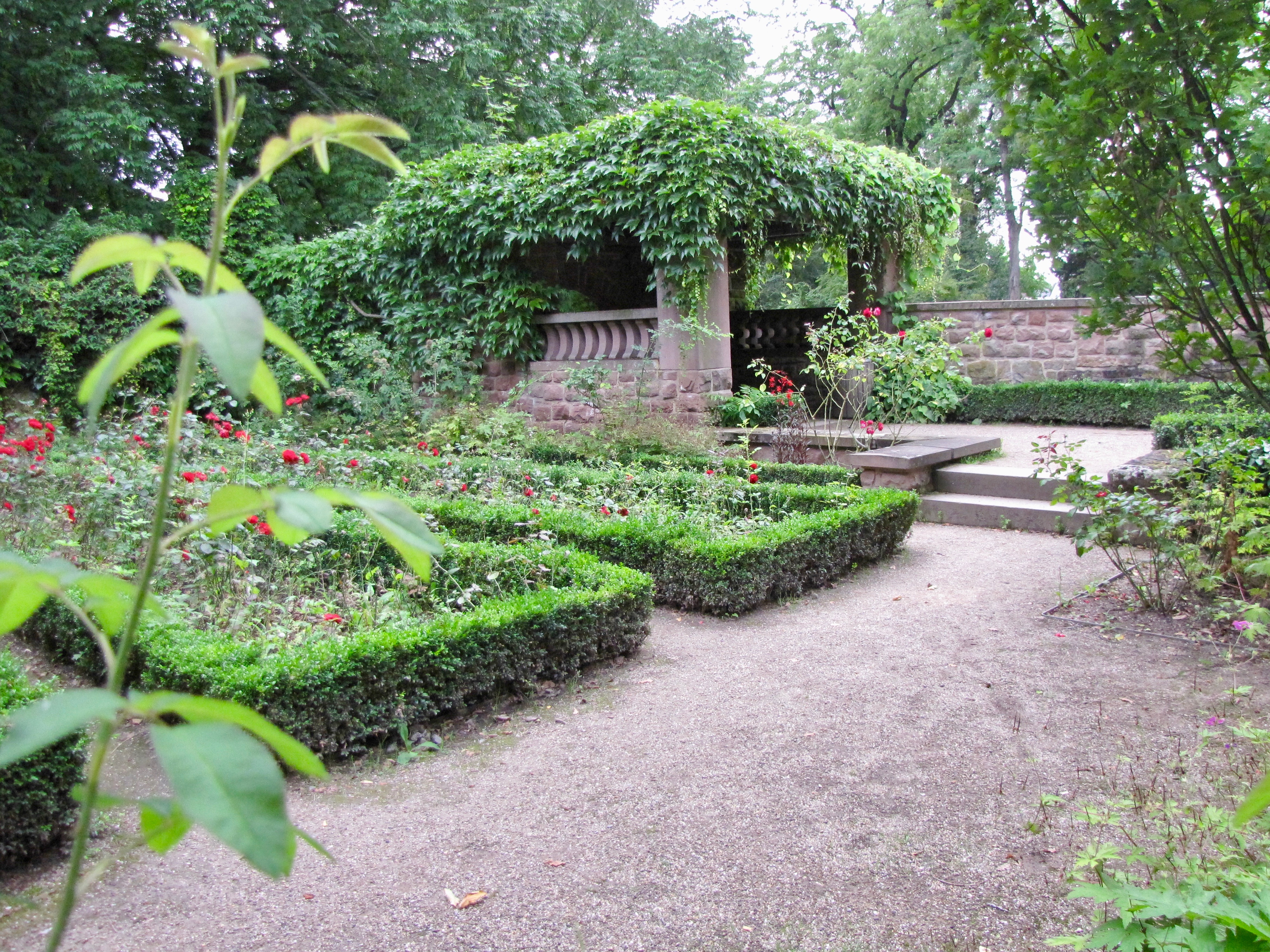
Hofidylle: Roter Farbengarten

Von den umfangreichen Jugendstilbauten, die zur Deutschen Kunstausstellung 1906 errichtet wurden, ist nur der Frauenrosenhof erhalten. Als einziges war das von dem Architekten Joseph Maria Olbrich geplante Gebäude als dauerhafte Anlage aus Stein gemauert worden. Olbrich versuchte, mit dem Hof seine baukünstlerische Vision zu verwirklichen, die eine Einheit von Haus und Garten verlangte.
Der Architekt entwarf eine Anlage mit Gebäude, Bogengang, terrassierten Beeten in einem Hof, der von Mauern unterschiedlicher Höhe umgeben ist. Zum Weiher hin plante er einen gemauerten Pavillon, hinter dem eine Treppe zu einem Bootsanleger führt. Um einen idyllischen Gesamteindruck zu erreichen, wählte Olbrich Bruchsteinmauerwerk aus rotem Mainsandstein, das in der Abendsonne einen warmen Farbton zeigt.
Die Anlage wurde im Weltkrieg stark beschädigt. Das ursprünglich gedrungene Gebäude wurde 1955 in sehr veränderten Proportionen wieder aufgebaut. Dagegen erhielt der Hof seine klösterliche Atmosphäre zurück, als der abgetreppte Garten, die Umfriedung des Innenhofes und der gemauerte Pavillon am Weiher 1995/96 nach alten Plänen wiederhergestellt wurden. Kritiker bescheinigen dem Ensemble heute wieder den vom Architekten beabsichtigten verwunschenen Gesamteindruck, der durch üppigen Schlingpflanzenbewuchs verstärkt werde.
In seinem umfassenden architektonischen Gesamtverständnis hatte Olbrich auch für die Gartenanlage und selbst die Bepflanzung detaillierte Vorgaben gemacht. Dabei verwirklichte er seine Idee der Farbengärten, bei denen eine „künstlerische Steigerung durch Einheit der Farbwirkung“ erzielt werden sollte. Im Innenhof wurden in drei mit Buchs gerahmten Rechteckbeeten rote Rosen gepflanzt. Auf dem Weg von der Kaskade zum Rosenhof hatte Olbrich drei Farbbeete in rot, gelb und weiß vorgesehen, in denen ebenfalls vorwiegend Rosen gesetzt werden sollten. Mit den Architektengärten versuchten die Hochbauarchitekten des Jugendstils ihre ästhetischen Prinzipien von Klarheit und Zweckmäßigkeit auch auf die Gartengestaltung auszudehnen, die verzierende Maskerade des Hauses zu vermeiden und ein stimmiges Gesamtkunstwerk zu schaffen.
Zwar kann beim Frauenrosenhof die Atmosphäre des Ensembles auch heute noch überzeugen. Die mangelnde Erfahrung des Architekten in gärtnerischer Praxis führte allerdings dazu, dass sich die schattigen, von hohen Bäumen umstandenen Beete nur mit außerordentlichem Aufwand anlegen und pflegen ließen. Die Farbengärten im Frauenrosenhof gelten daher sowohl als Beispiel, wie Haus und Garten im Ensemble wirken können. Sie sind aber ebenso ein mahnendes Exempel, dass Hochbauarchitekten aus Unkenntnis über die Ansprüche von Pflanzen ihr Ideal nicht vollständig verwirklichen können.

### Alpinum

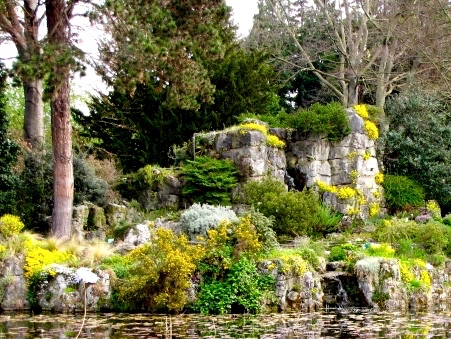
Kunstfelsen mit Bach: Das Alpinum im Botanischen Garten

Im Norden des Botanischen Gartens erhebt sich über einem größeren Weiher ein Kunstfelsen, das sogenannte Alpinum. Es bietet den artgerechten Lebensraum für zahlreiche Gebirgspflanzen. Über die Felsen ergießt sich ein kleiner Bach, der auf Trittsteinen überquert werden kann. Der Weiher am Fuße des Alpinum, der einem großflächigen Bestand an Seerosen natürliche Wuchsbedingungen bietet, sorgt an den Felsen für ein etwas kühleres und damit gebirgsähnliches Klima. Gleichzeitig unterstreicht der Seespiegel den gewünschten optischen Eindruck, indem er die aufragenden Felsen steil und hoch aussehen lässt. Die „Kölschen Alpen“ türmen sich rund 8 bis über 10 Meter über dem Wasserspiegel auf; die Erhebung ist einschließlich des sich westlich anschließenden Azaleenhügels rund 50 Meter breit. Die Gärtner haben hier alle Pflanzen versammelt, die sich mit verschiedenen Strategien an die herausfordernden Bedingungen der Gebirgsregionen angepasst haben, aus denen sie ursprünglich stammen: den Wassermangel, die Kälte und die hohe UV-Strahlung. Das Stengellose Leimkraut (Sirene acaulis), die Zwerg-Miere (Minutaria sedoides), das Schweizer Mannsschild (Androsace helvetica) und die Polster-Segge (Carex firma) haben sich an ein Leben auf ruhendem Felsschutt angepasst, indem sie Polster bilden, die zudem im Frühjahr farbenfroh blühen. Gräser und schmalblättrige Pflanzen – wie beispielsweise das Borstgras (Nardus stricta), der Bunt-Schwingel (Festuca varia), die Krumm-Segge (Carex curvata) und die Stein-Nelke (Dianthus silvestris) – bilden Horste, um an den mageren Standorte in den Felsen zu gedeihen. Die Alpenazalee (Loiseleuria procumbens) und die Stumpfblättrige Weide (Salix retusa) haben sich mit einem kriechenden Wachstum über den sonnenwarmen Fels auf das Umfeld eingestellt. Andere Pflanzen – wie das Edelweiß (Leontopodium alpinum) oder die Edelrauten (Artemisia) – haben behaarte Blätter entwickelt, um sich vor der UV-Strahlung zu schützen. Einen ähnlichen Effekt erzielen Gewächse wie die Mehl-Primel (Primula farinosa) oder der Schildampfer (Rumex scutatus) durch eine Wachsschicht auf der Blattoberseite. Allen diesen Pflanzen konnte Peter Esser mit dem 1914 errichteten Alpinum ein möglichst natürliches Revier schaffen.

### Der Kamelienwald

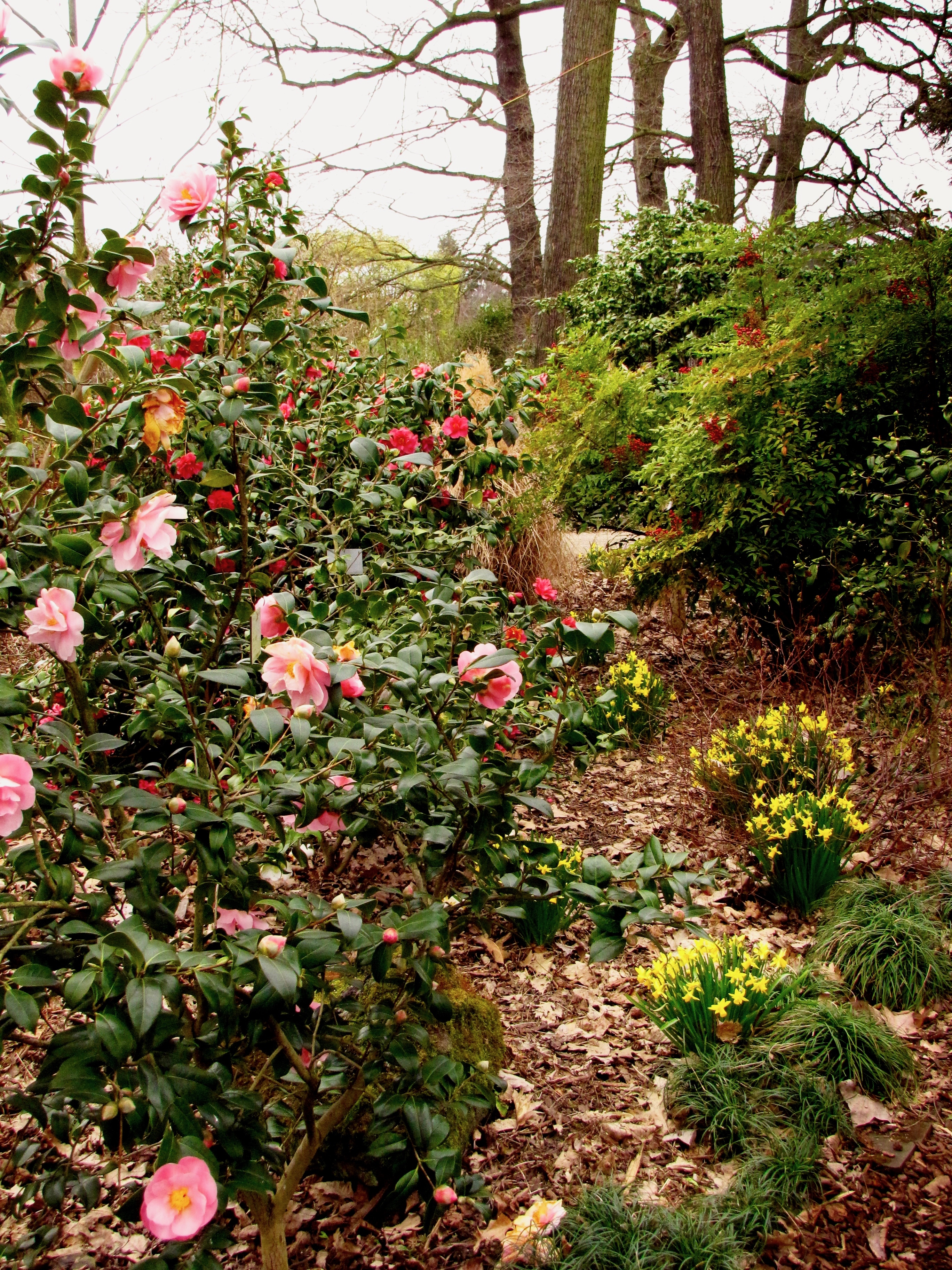
Königin der Winterblüte: Kamelien im Freiland

Als einziger Garten Deutschlands ist die Flora für ihren Bestand an Kamelien ausgezeichnet. Kamelien sind wegen ihrer Blütezeit im Winter – von Ende Dezember bis Mitte April – geschätzt; sie wachsen als immergrüne Büsche und Bäume bis zu einer Höhe von rund 25 Metern. Die Pflanzen stammen ursprünglich aus Ostasien und wurden zunächst in China und in Japan als Tempelpflanzen gezogen. In der Kölner Flora werden seit der Jahrtausendwende mehr als 650 Zuchtsorten und etwa 50 Wildarten kultiviert. Dies gilt als die artenreichste Sammlung Deutschlands. Viele Arten werden im Subtropenhaus präsentiert; die winterharten Sorten hat die Flora ausgepflanzt und dadurch einen Kamelienwald geschaffen, der sich zwischen der Kaskade und dem Subtropenhaus erstreckt. Er besteht aus rund 250 Pflanzen, die in milden Wintern ab Januar blühen. In strengeren Wintern allerdings zeigt sich, dass nicht alle neuen Züchtungen die kühlen Temperaturen gleichermaßen gut ertragen.

### Themengärten
Im Zentrum des 1914 angelegten Botanischen Gartens treffen sich auf einer offenen Fläche die Nord-Süd-Achse, die vom Alpinum im Norden zur Flora im Süden führt, mit der West-Ost-Achse, die auf den Eingang des Botanischen Gartens zuläuft. In diesem Achsenkreuz waren ehemals die
botanisch-systematischen Sammlungen angepflanzt. Heute zeigt der Botanische Garten dort blühende Themengärten, die in den vergangenen 50 Jahren angelegt wurden und dekorativen Ansprüchen genügen sollen. Die in den 1960er Jahren eingerichteten Staudengärten erinnern in Form und Anlage an die Ästhetik der Bundesgartenschau 1957. Ein Sondergarten mit Iris- und Lilienanpflanzungen soll den Eindruck einer natürlichen Vegetation erwecken. Seit 2009 zeigt der Garten in jedem Sommer im Achsenkreuz seinen Dahliengarten. Die aus dem mexikanischen Hochland stammenden Pflanzen werden auf zehn Beeten präsentiert; die umfangreiche Sammlung umfasst über 330 Sorten und 1200 Einzelpflanzen.

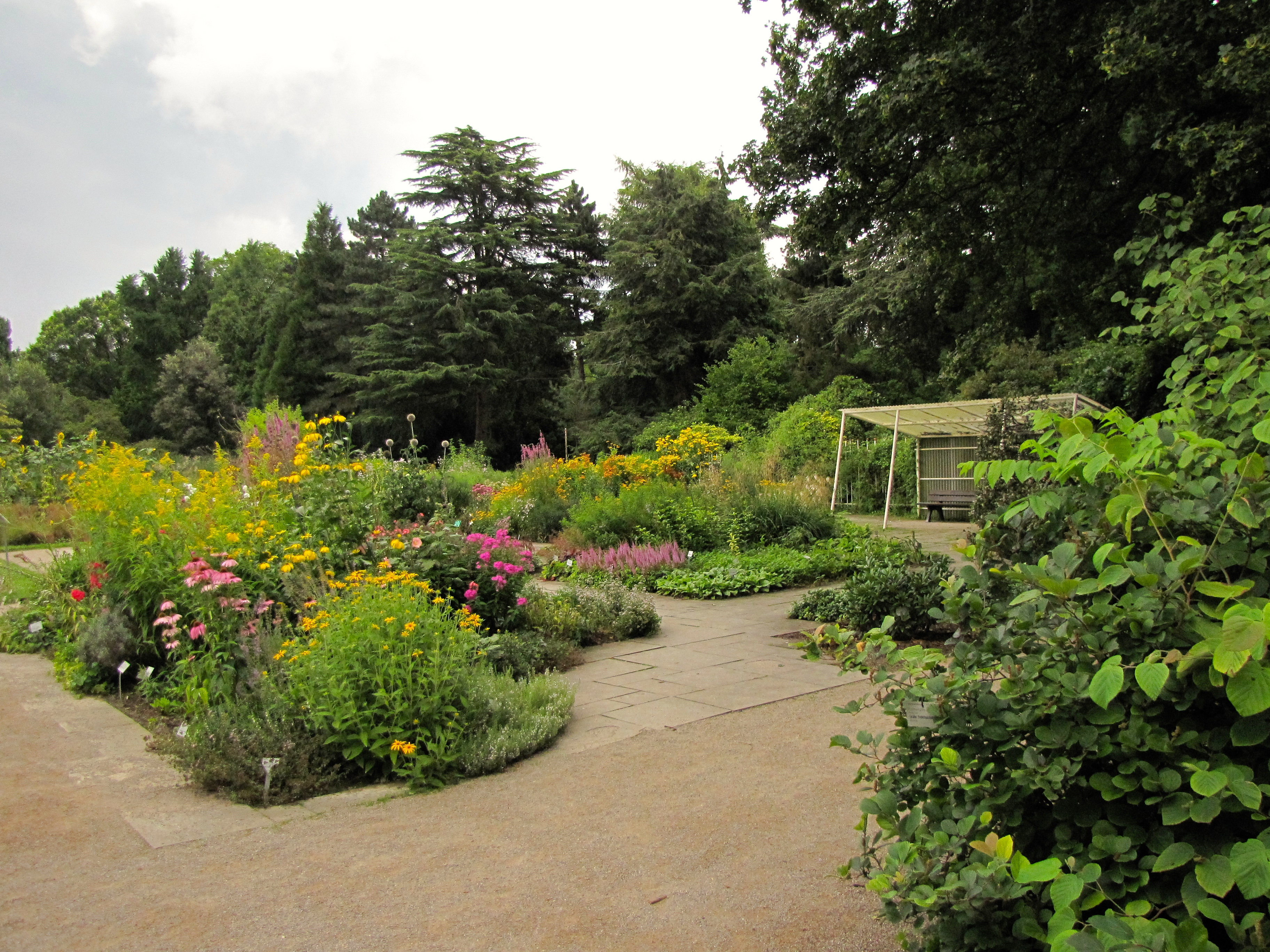
Staudengarten
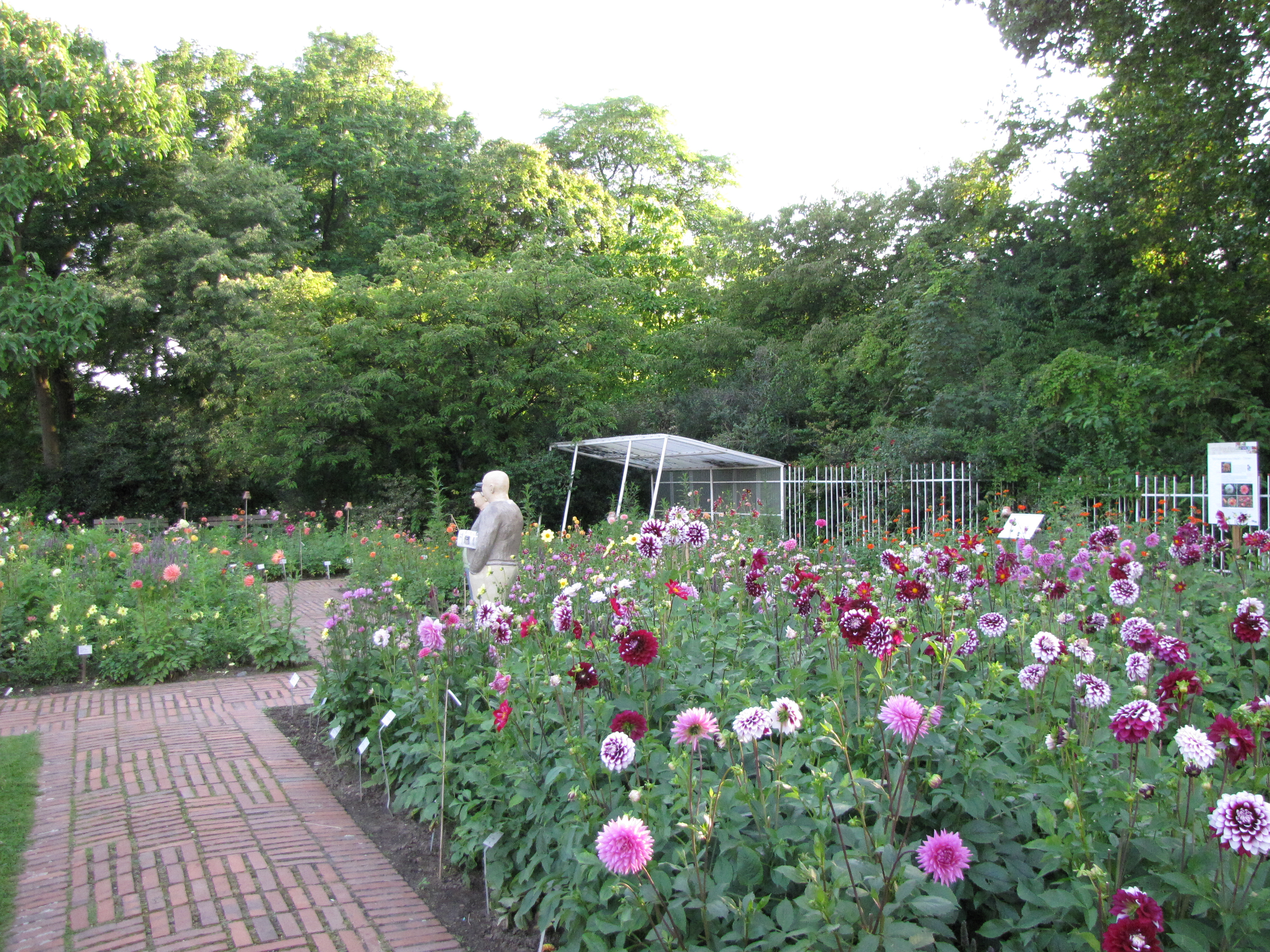
Dahliengarten
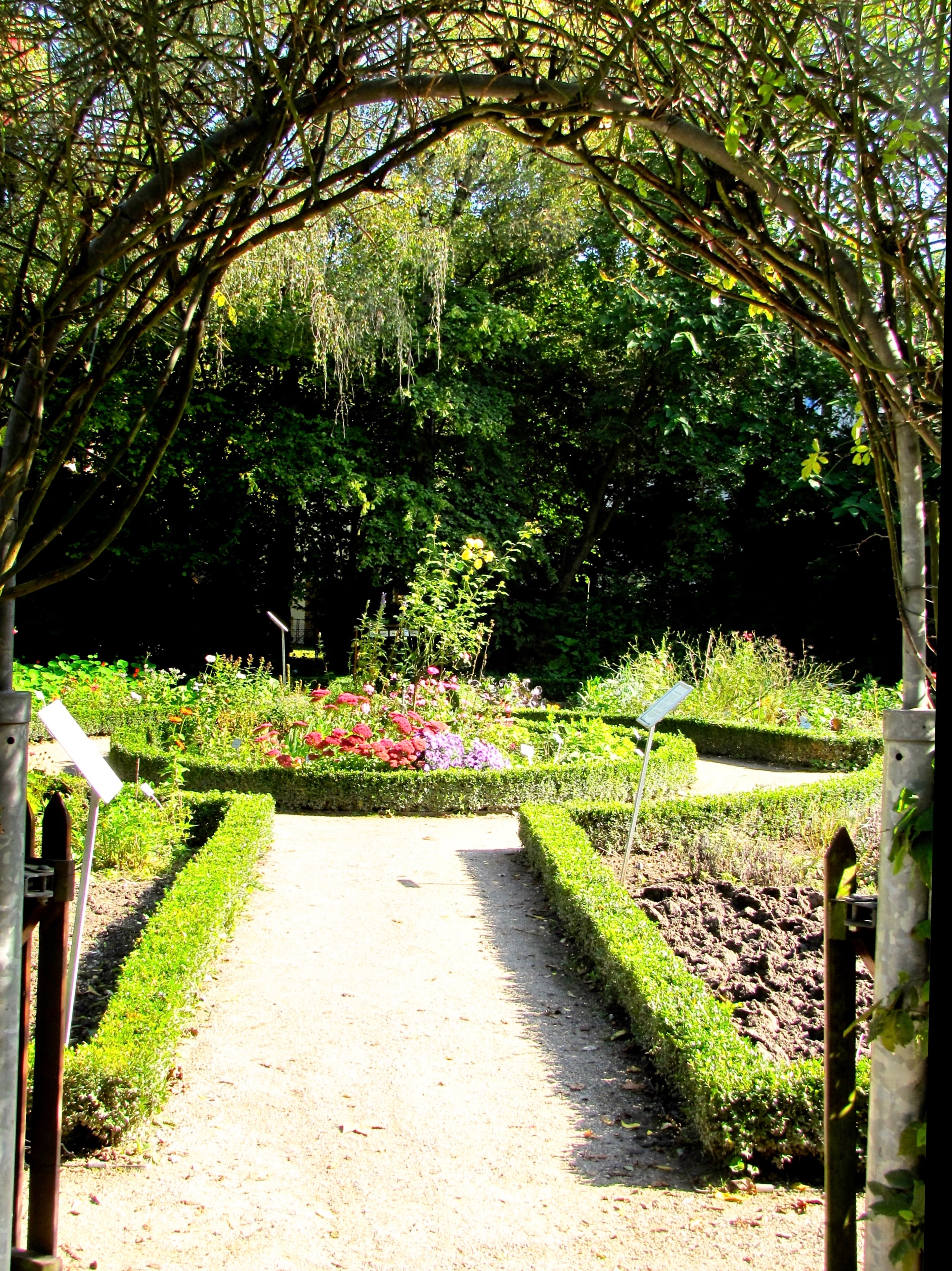
Bauerngarten
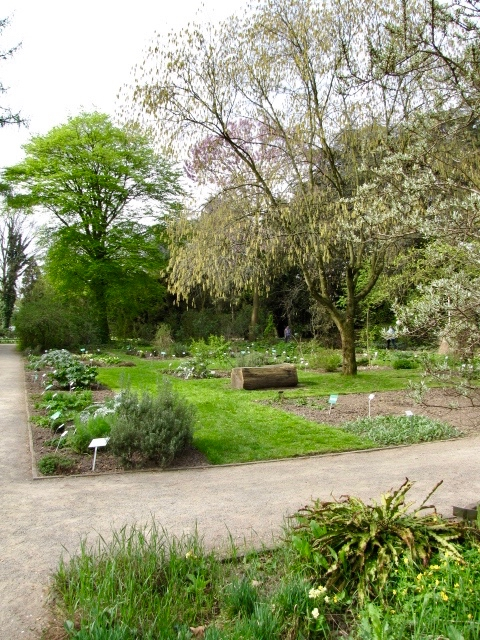
Arzneipflanzengarten
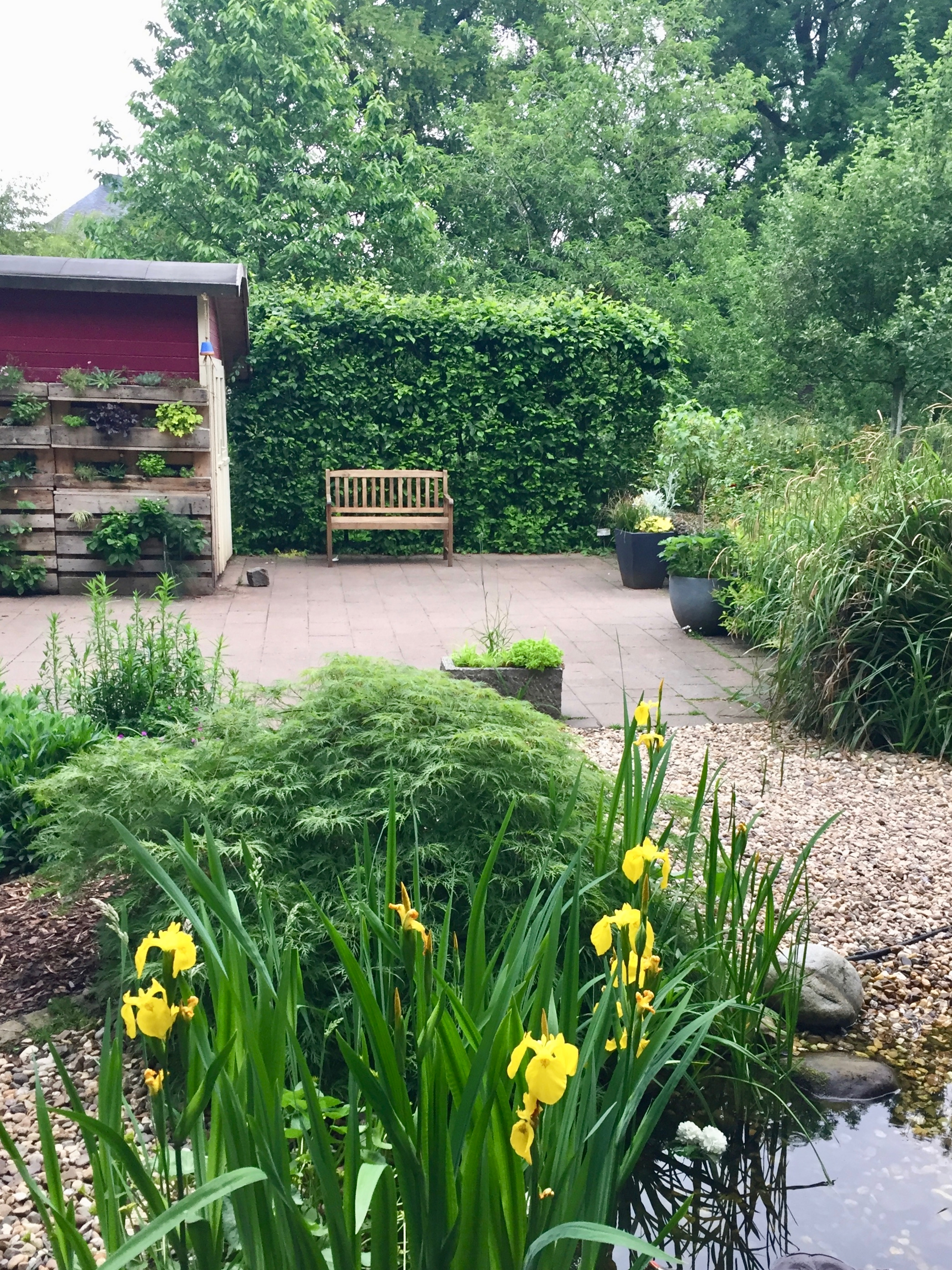
Lokalzeit-Garten

Um den städtischen Besuchern die Bedeutung von Nutzpflanzen näherzubringen, wurde an exponierter Stelle im Achsenkreuz 2012 auch ein Nutzpflanzengarten angelegt. Hier werden Getreide und Wildpflanzen, Kartoffeln und Lein und andere Nutzpflanzen gezeigt. An der Westseite des Botanischen Gartens befinden sich der 2013 in neuer Form präsentierte Arzneipflanzengarten und ein Bauerngarten.
An der Ostseite des Gartens unterhält der WDR seit 2007 einen etwa 300 Quadratmeter großen Mustergarten. Aus diesem sogenannten Lokalzeit-Garten sendet TV-Gärtner Rüdiger Ramme regelmäßig Fernsehsendungen, in denen er die Arbeiten in einem kleinen Ziergarten erläutert. Der Lokalzeit-Garten ist auf wenig Fläche besonders vielfältig gestaltet und enthält einen kleinen Zierteich, eine Gemüseecke mit Kräuterspirale, Schmuckbeete, Hecken und einen Kindergartenbereich mit Weidenzelt und Barfußweg. Neben dem Lokalzeitgarten befindet sich eine Streuobstwiese, auf der auch die Flora-Bienenstöcke aufgestellt sind. An die Englische Partie der Flora schließen sich ein Heidegarten und der 1995 angelegte „Duftgarten für Blinde und Sehende“ an.

### Skulpturen

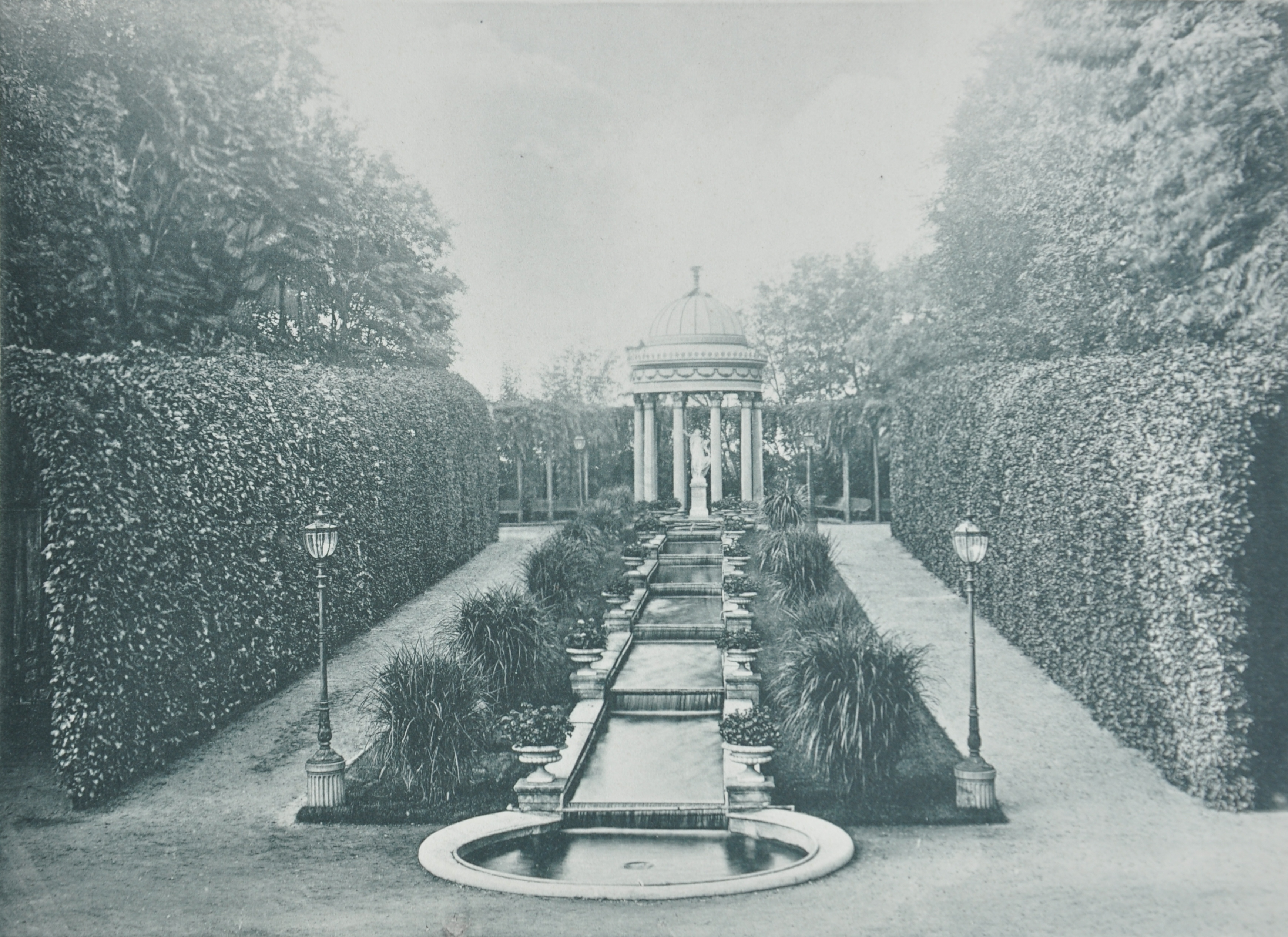
Verschollen: Die Flora von Köln

Die Göttin Flora, die dem ganzen Garten den Namen gegeben hat, war 1864 als Statue im Flora-Tempel aufgestellt worden. Der runde Tempel am oberen Ende der Kaskade bestand aus acht korinthischen Säulen, die eine mit Kupfer gedeckte Kuppel trugen. Die Flora-Statue hatte der damals bekannte Kölner Bildhauer Anton Werres nach antikem Vorbild aus Carrara-Marmor gefertigt. Tempel, Statue und dazugehörige Veranda waren von Abraham Oppenheim gestiftet worden. Der Tempel wurde nach dem Zweiten Weltkrieg, obwohl nur wenig kriegsbeschädigt, abgetragen. Die Flora-Statue gilt seitdem als verschollen; es wird vermutet, dass sie heute noch in einem Privatgarten steht. Dagegen hat die ursprünglich an zentraler Stelle im Palmenhaus aufgestellte Marmor-Statue Venus und Amor die Zeit überstanden. Die 1863 ebenfalls von Werres aus Carrara-Marmor in klassisch-griechischer Form gemeißelte Plastik steht heute im Kakteenhaus.
Zum historischen Inventar der Flora gehört auch die Figurengruppe „Neptun mit Dreizack und Delphin“. Die Skulptur war 1856 vom damals bekannten französischen Bildhauer Vital-Gabriel Dubray geschaffen worden und wurde ursprünglich in der Vierung des Palmenhauses aufgestellt. Um etwa 1900 fand die Figur aus Eisenguss ihren heutigen Platz im kurz zuvor vergrößerten Flora-Weiher. Der mit seinem Dreizack stoßbereite Neptun ist wegen seiner Lebendigkeit gelobt worden, die durch den bewegten Bart, das um die Hüften geschlungene Gewand und den von Jagdeifer geprägten Gesichtsausdruck unterstrichen wird. Von der Figur sind mindestens neun weitere Abgüsse hergestellt worden, die in anderen Städten in Europa und Amerika aufgestellt worden sind.

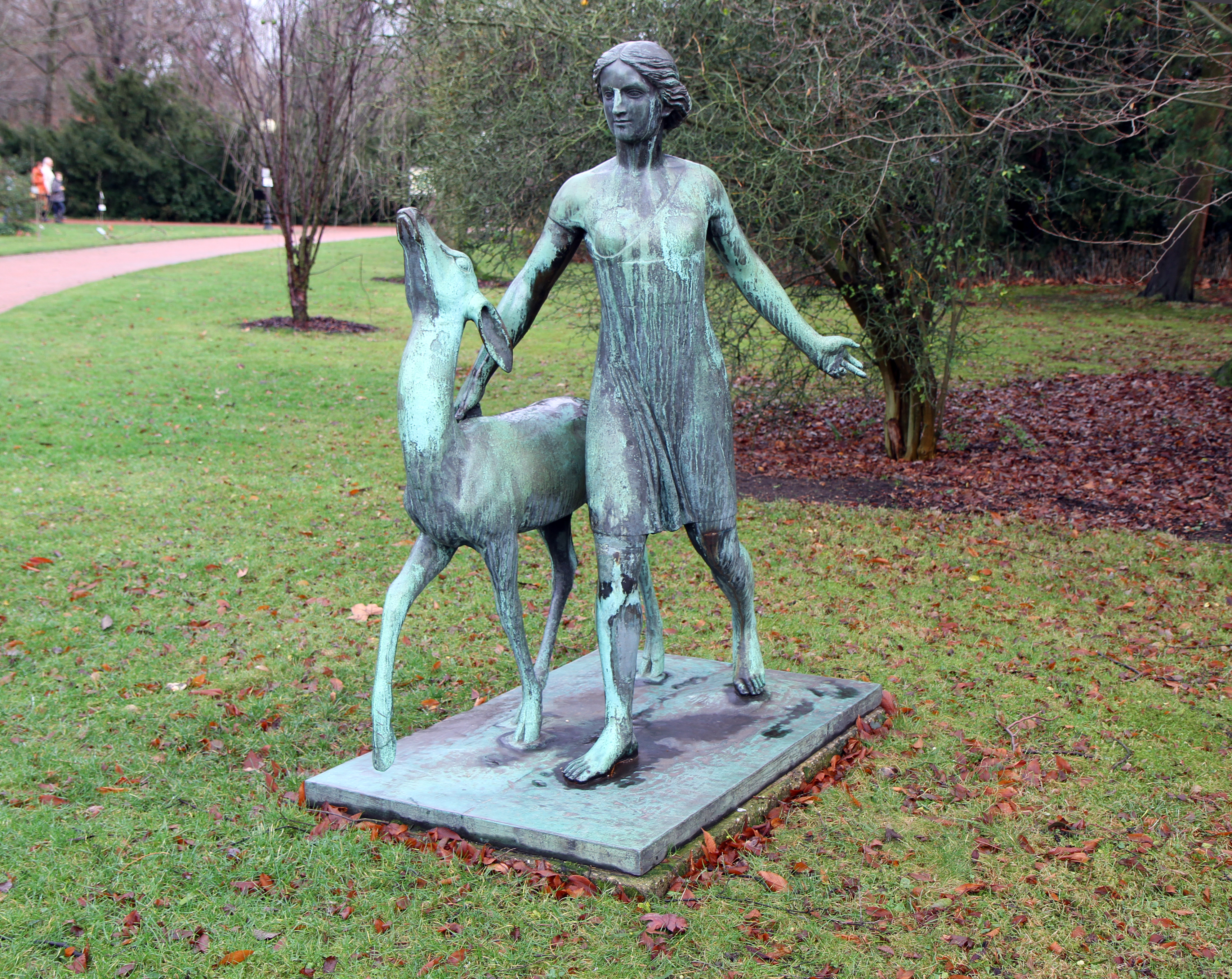
H. Wildermann: Mädchen mit Reh (1911)
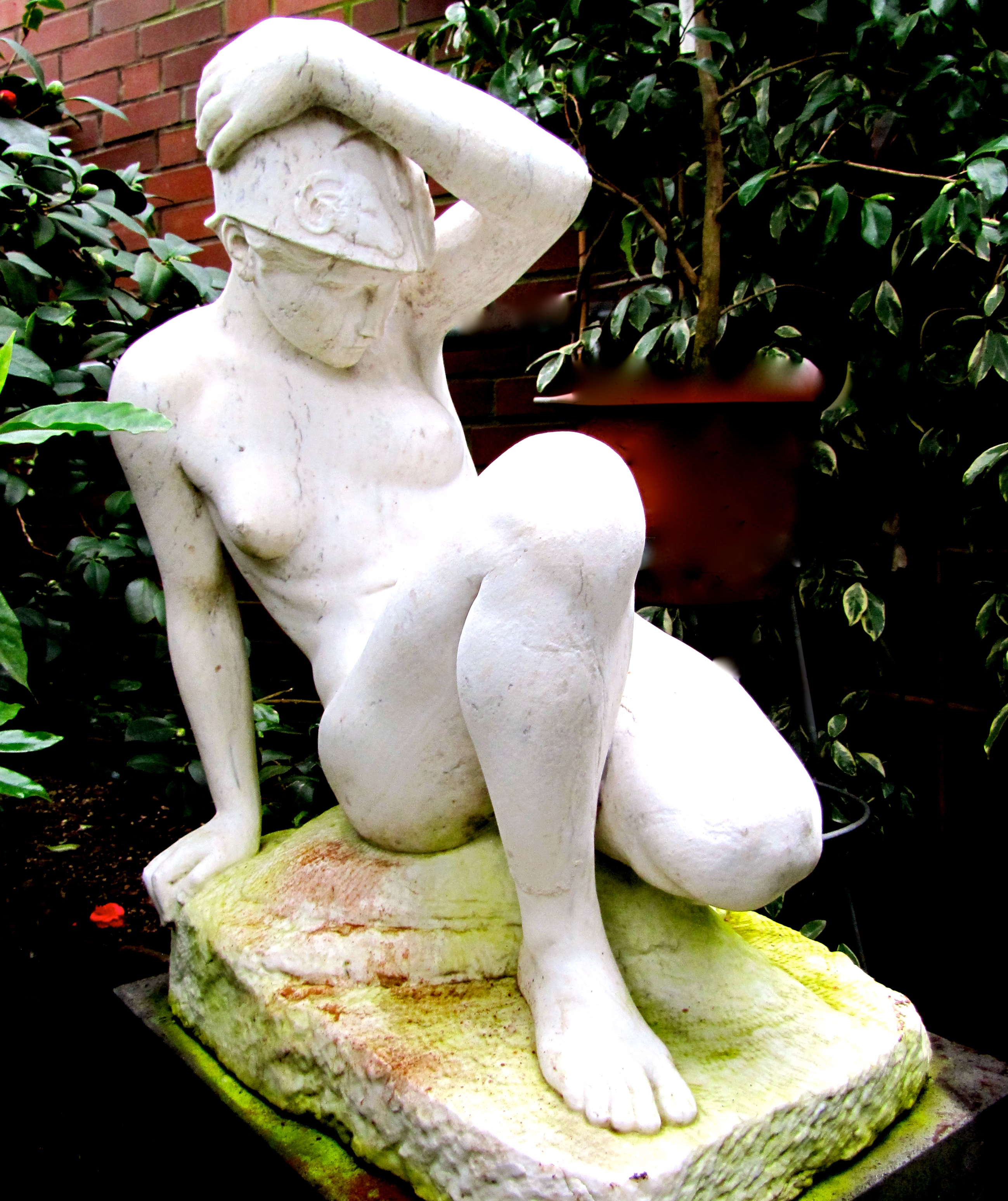
N. Friedrich: Sterbende Amazone (1910)
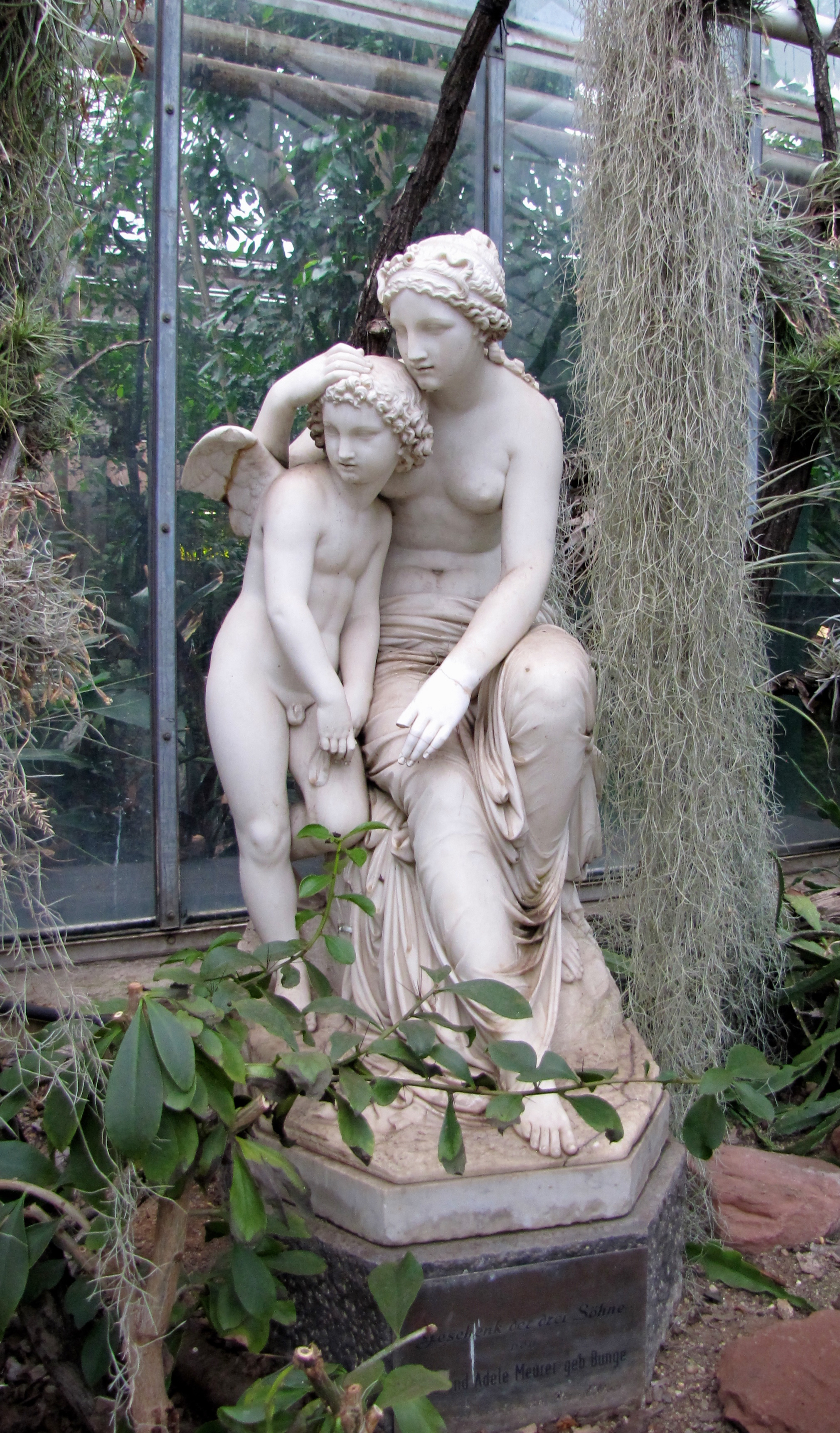
A. Werres: Venus und Amor (1863)
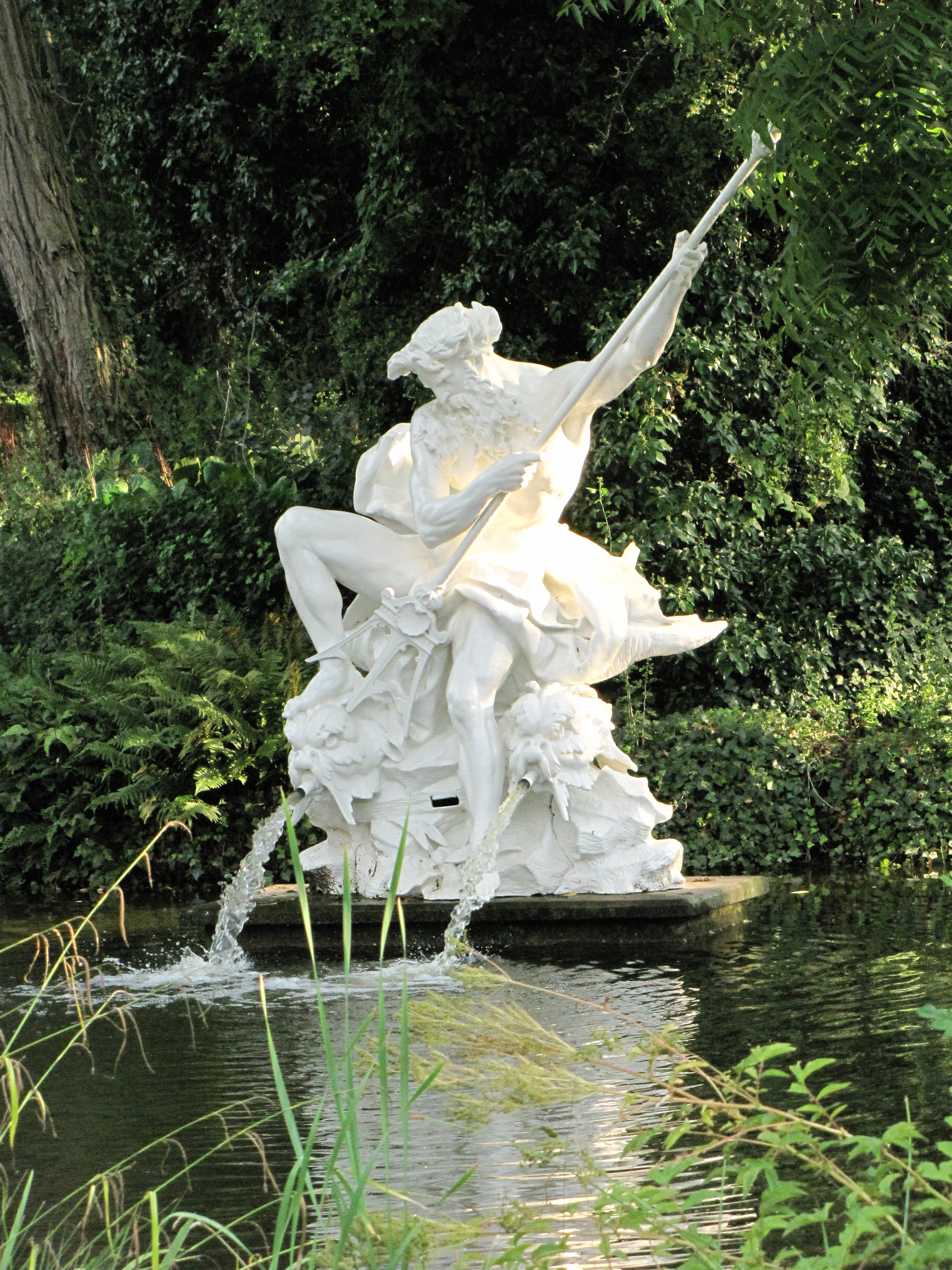
V.-G. Dubray: Neptun (1856)
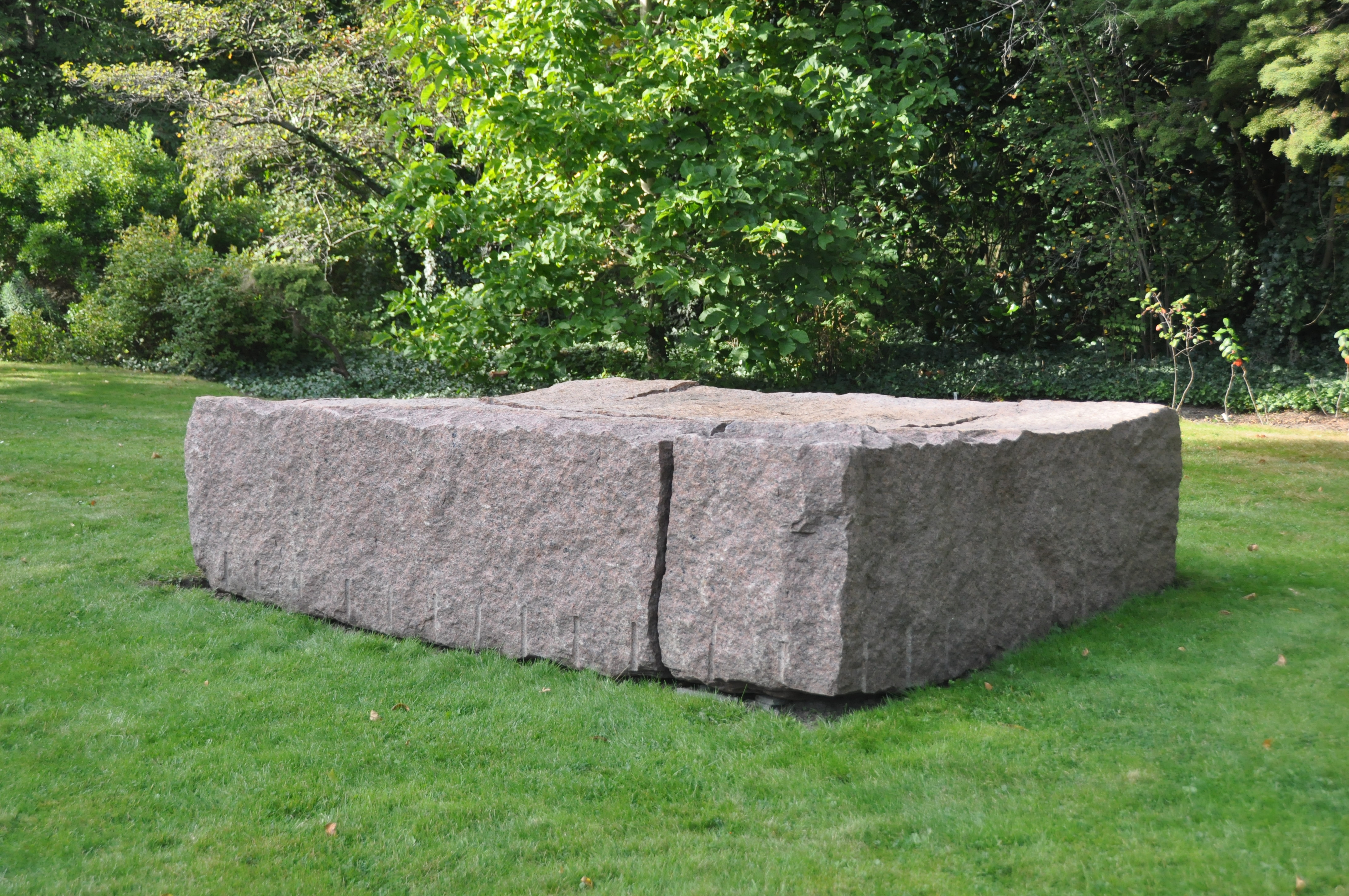
Ulrich Rückriem: Ohne Titel (1990)

In den 1950er Jahren wurden im Zuge des Wiederaufbaus zwei neue Statuen in der Flora aufgestellt. Die 1911 von Hans Wildermann gestaltete, zierliche Bronzeplastik „Mädchen mit Reh“ fand ihren Platz im ehemaligen Friedensgarten hinter dem Festhaus. Die Bronze hatte ursprünglich am Deutschen Ring gestanden; ihr Pendant, der „Jüngling mit Pony“ steht heute im Schwimmbad im Rheinenergiestadion. Oberbürgermeister Theo Burauen setzte sich 1957 dafür ein, anlässlich der Bundesgartenschau 1957 die kleine Marmorplastik „Sterbende Amazone“ für den Frauenrosenhof anzukaufen. Die Figur hatte der Kölner Bildhauer Nikolaus Friedrich um 1910 geschaffen. Die Kriegerin, die sich nach dem Urteil von Kritikern „weniger leid- als lustvoll dem Betrachter entgegenzuräkeln scheint“, steht seit ihrer Restaurierung im Jahre 2010 geschützt im Subtropenhaus.

### Auszeichnungen und Klassifizierungen

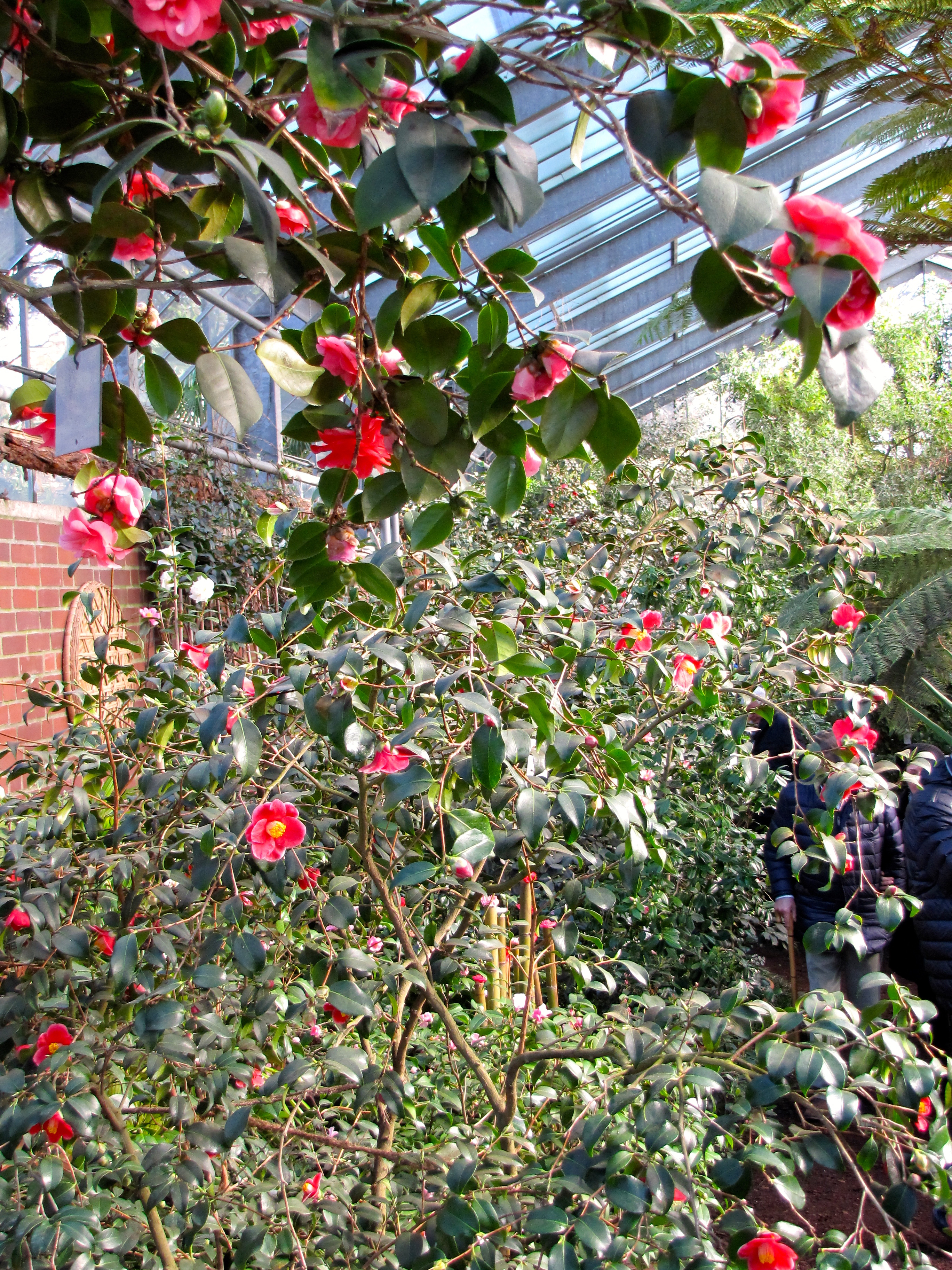
Ausgezeichnet: Kamelien-Sammlung im Subtropenhaus

Im Juli 1980 wurde die gesamte Flora in die Denkmalliste der Stadt Köln aufgenommen. Einzelne Anpflanzungen sind als Naturdenkmale gelistet. Auch das restaurierte Hauptgebäude steht unter Denkmalschutz. Die Kölner Flora wurde 2005 als bedeutender Botanischer Garten in die Straße der Gartenkunst zwischen Rhein und Maas einbezogen. Im Jahre 2012 erhielt der Botanische Garten von der Internationalen Kameliengesellschaft für seine jährlich über 600 Sorten und Arten umfassende Kamelienausstellung den Titel International Camellia Garden of Excellence, der weltweit nur an 30 Gärten vergeben wird.

## Infrastruktur

### Veranstaltungen
Die Veranstaltungsräume im renovierten Festhaus Flora Köln werden von der Gesellschaft KölnKongress GmbH für Bankette und gehobene Events vermietet.

### Café „Dank Augusta“
Auf der 200 m² großen Außenterrasse finden bis zu 200 Personen Platz. Die Außengastronomie wird in Selbstbedienung ab Mittag bis längstens 22.30 Uhr und zwischen Mai und September separat von einem Caterer betrieben. Mit dem Namen „Dank Augusta“ wird an die ehemalige Schirmherrin Kaiserin Augusta erinnert.

### Grüne Schule Flora
Um die botanische Bildung von Schülern und Lehrern mit dem Garten zu verbinden, wurde 1984 die Grüne Schule Flora eingerichtet. Im September 1989 bezog sie Räumlichkeiten im Gebäude des Frauen-Rosenhofes. An der Schule unterrichten fünf Lehrkräfte, die stundenweise von öffentlichen Schulen abgeordnet sind. Sie bieten Schulklassen von der Primarstufe bis zum Leistungskurs die Möglichkeit, sich mit botanischen und umweltrelevanten Phänomenen zu beschäftigen, die sie sowohl theoretisch, aber vor allem auch direkt auf dem Gartengelände erleben. Dazu werden die Schaugewächshäuser, der Schul- und Naschgarten, die Streuobstwiese und die naturnah bewirtschafteten Wiesen für den Unterricht genutzt. Im Focus der Arbeit stehen dabei unter anderem die Nutzpflanzen (wie Kakao, Vanille, Zimt, Bananen, Reis oder Aloe) sowie die heimischen Pflanzen in den Duft-, Bauern- und Arzneigärten.

### Verbindungen und Zugang
Der Eintritt in den Garten ist frei. Zoo und Flora liegen eng eingepasst zwischen dem Stadtteil Köln-Riehl und dem Rhein. In der Nähe finden sich eine begrenzte Zahl kostenpflichtiger Parkplätze sowie die Haltestelle Kinderkrankenhaus der Linie 16 und die Haltestelle Zoo/Flora der Linie 18.
| Linie | Verlauf / Anmerkungen | Takt (Mo–Fr) |
| ----- | --- | --- |
| 16    | Niehl – Amsterdamer Straße/Gürtel – U Reichenspergerplatz – U Ebertplatz – U Breslauer Platz/Hbf – U Dom/Hbf – U Appellhofplatz (Breite Straße) – U Neumarkt – Barbarossaplatz – Chlodwigplatz – Ubierring – Marienburg – Rodenkirchen – Sürth – Godorf – Wesseling Nord – Wesseling – Wesseling Süd – Urfeld – Widdig – Uedorf – Hersel – Tannenbusch Mitte – Tannenbusch Süd – Propsthof Nord – Bonn West – U Bonn Hbf – U Universität/Markt – U Juridicum – U Bundesrechnungshof/Auswärtiges Amt – U Museum Koenig – U Heussallee/Museumsmeile – Ollenhauerstraße – Olof-Palme-Allee – Max-Löbner-Straße/Friesdorf – Hochkreuz/Deutsches Museum Bonn – U Wurzerstraße – U Plittersdorfer Straße – U Bonn-Bad Godesberg Bf – U Bad Godesberg Stadthalle | 10 min |
| 18    | Thielenbruch – Dellbrück – Holweide – Buchheim – U Bf Mülheim – U Mülheim Wiener Platz – Zoo/Flora – U Reichenspergerplatz – U Ebertplatz – U Breslauer Platz/Hbf – U Dom/Hbf – U Appellhofplatz (Breite Straße) – U Neumarkt – Barbarossaplatz – Eifelwall – Klettenberg – Efferen – Hürth-Hermülheim – Fischenich – Brühl-Vochem – Brühl Mitte – Brühl Süd – Badorf – Schwadorf – Walberberg – Merten – Waldorf – Dersdorf – Bornheim – Roisdorf West – Alfter – Dransdorf – Bonn West – Bonn Hbf | 10 min (Thielenbruch–Buchheim) 5 min (Buchheim–Klettenberg) 10 min (Klettenberg–Schwadorf) 20 min (Schwadorf–Bonn) |

Zoo und Flora sind zudem durch die anlässlich der Bundesgartenschau 1957 angelegte Kölner Seilbahn mit dem Kölner Rheinpark auf der anderen Seite des Rheins verbunden.

## Vereine

### Freundeskreis Botanischer Garten Köln
Der Freundeskreis gründete sich 1982. Er hat sich zur Aufgabe gesetzt, die Flora und deren Unterhalt durch Beiträge, Spenden und Sponsorentum und auch mittels eines umfangreichen Veranstaltungsprogramms in und für die Flora zu unterstützen, wie dies auch bei der Gründung durch Kölner Bürger bereits der Fall war.

### Flora Sinfonie Orchester
Musik spielte in der Kölner Flora seit jeher eine wichtige Rolle. Bereits kurz nach Eröffnung der Flora entstand auch ein eigenes Orchester, das Flora-Orchester Cöln, welches als städtisches Orchester unter der Leitung des Musikdirektors Eduard Lertz wöchentliche Konzerte in der Flora spielte. Das Orchester setzte seinen Dienst auch mit Einbruch des Ersten Weltkriegs fort und wurde erst um 1916 aufgelöst.
Knapp einhundert Jahre später knüpft das Flora Sinfonie Orchester, das im Februar 2012 gegründet wurde, an diese Tradition an. Rund 80 Musiker (darunter Profis ebenso wie Laien) aus ganz Köln spielen im Flora Sinfonie Orchester unter der Leitung seines Dirigenten Thomas Jung. Das Orchester, beheimatet im Altenberger Hof, spielte am 10. Juni 2014 das Festkonzert zur Wiedereröffnung, unter anderem mit der Uraufführung der eigens für diesen Anlass vom Orchester in Auftrag gegebenen Flora Fanfare.

## Medien
- Reinhard Zeese: Historische Parks und öffentliche Gärten in Köln 1801 bis 1932, CD, LEB – Brühl, 2007